# Свято-Введенская церковь (Елецкая Лозовка)
Церковь Введения во храм Пресвятой Богородицы — православный храм. Расположена в селе Елецкая Лозовка Хлевенского район Липецкой области.
Расписание богослужений (общее кратко):в субботу, воскресенье и праздничные дни, в 8.00 и 15.00.

## История
Каменная церковь Введения Пресвятой Богородицы во Храм была построена в 1874 г. на средства прихожан. По некоторым другим данным, Свято-Введенскую церковь построили в 1879 году. Табличка же на самом храме сейчас указывает на 1885 г. "Строилось здание 10 лет, на народные средства и за счет денег, вырученных за проданный лес и сданную в аренду землю. Сельским попечителем по постройке был Воронин Лазарь из рода Балахонцевых. Он нанял только мастеров – специалистов из Усмани и села Замятина, а все остальные подсобные работы выполняли сами елецлозовцы. Строили только летом, зимняя кладка считалась не прочной. Старики рассказывали, что для крепости раствора и для того, чтобы здание стояло века, в раствор добавляли яичные белки так, что елецлозовцы в течение 10 лет летом не кушали яиц. И действительно, церковь и сегодня стоит как монолит.Десять лет подряд корчевали лес селяне. Строевую древесину и дрова продавали, а пни использовали для выжигания кирпичей. Кирпич делали тут же недалеко от места строительства, до сих пор сохранилась огромная яма на Выгоне. На стороне покупали только кирпич особой формы для сводов, и украшения окон и закомар. История не сохранила имен архитектора, художника, расписавшего купол. Но работа была сделана на совесть, 130 лет простояла церковь, а роспись сохранилась, однако потеряла свою четкость и красочность."

Рядом была построена караулка, кирпичное здание особой формы, где жили батюшка с семьей, располагались крестильня и комната для сторожа, сегодня этого здания уже не существует. Не сохранилось и деревянное здание первого крестильного дома, располагавшегося в ограде рядом с кладбищем. Сегодня на месте первого захоронения елецлозовцев – улица домов, нет того огромного Выгона на котором стояла церковь в XIX – начала XX века. На Выгоне у церкви на протяжении двадцати лет один раз в году проводилась Александро-Невская ярмарка. По мнению современников, в церковь было вложено столько стараний и духовной силы, что стала она недоступной для разрушений. Её дважды закрывали в 30-х и 50-х гг., а она снова возрождалась. Первое её возрождение пришлось на годы Великой Отечественной войны. (О подробностях закрытия Свято-Введенской церкви в 1956 году стало известно из газетной статьи, хранившейся в доме Копаевой Любови Семеновны.)
"Перессорились батюшка и певчие и захотели правду найти в райкоме Партии. Собрали сход, на первые ряды в сельском клубе посадили активистов: работников сельского совета, библиотекарей, учителей, медиков и всех недовольных батюшкой, а вопрос поставили так: если в церкви раздоры, то она является рассадником крамолы и смуты, то её надо закрыть. Кто за это? Большинство оказались «за». Пока остальные сообразили, к чему это может привести, протокол был подписан." 
Церковь закрыли более чем на 30 лет. В ней поместили склад зерна и мельницу. 

"Народ в Лозовке был песенный, музыкально одаренный. Об этом говорит  тот факт, что по всей округе в селе был единственный профессиональный подготовленный хор, исполняющий духовные и светские произведения известных композиторов. В хоре было человек 40, пели по нотам. Собирались вечерами, после работы и занятий в школе. У каждого были 4-х голосные нотные сборники, по которым пели Глинку, Чайковского, Бородина, Бортнянского - эти композиторы сочиняли и светскую и духовную  музыку." 

        Таким образом, до Октябрьской революции в Свято-Введенской церкви был лучший во всей волости хор, им руководил Карманов. Хор участвовал в смотрах, при нем было детское отделение. На колокольне было 3 очень звучных колокола. В них звонили к обедне, вечерне, по покойнику и во время сильных буранов. Большой колокол сбросили с колокольни в 1936 году, средний – закопали в церковной конюшне, а малый колокольчик сохранили жители. В 1992 году Неплюев Владимир Федорович передал его в школьный музей. Но в 1989 году 4 ноября после 30 летнего перерыва состоялась первая служба во вновь открытом храме. Свято-Введенская церковь стала первой среди вновь открывшихся не только в Хлевенском районе, но и в Липецкой области.

## Архитектура
Кирпичное здание на фундаменте из пиленого камня включает квадратный в плане основной объем с полуциркульной апсидой, увенчанный цилиндрическим световым барабаном, перекрытым полусферическим куполом с главкой, прямоугольную в плане трапезную в шесть световых осей и примыкающую к ней с запада трехъярусную колокольню. По периметру фасадов здание обработано филенчатыми пилястрами, барабан – обычными пилястрами. Ризалиты северного и западного фасадов увенчаны треугольными фронтонами. Оконные проемы церкви, трапезной и первого яруса колокольни – прямоугольные с полуциркульным завершением, обработанные профилированными наличниками. Первый ярус колокольни – прямоугольный в плане, второй и третий – квадратные. Второй ярус прорезан по сторонам света лучковыми оконными проемами, третий ярус – арочными проемами звона, декорированными килевидными архивольтами. Купол светового барабана и завершение колокольни новые. В архитектуре храма объемно-пространственная композиция позднего классицизма сочетается с элементами стилевого декора эклектики. Состоит на охране государства как памятник архитектуры регионального значения.

## Просветительская деятельность
Настоятелем храма с 18 февраля 2012 года является протоирей Сергей (Кулешов). При содействии о. Сергия регулярно проводятся просветительские беседы с учениками школы в с. Елецкая Лозовка, традиционными стали недели православной культуры, проводимые при участии преподавателей школы и представителями учебно-воспитательной работы Задонского и Хлевенского благочиния.
Так, 19 февраля 2016 г. Неделя православной культуры в МБОУ СОШ села Елецкая Лозовка завершилась кинолекторием с просмотром художественного фильма «Притчи». Настоятель Введенского храма села Елецкая Лозовка протоиерей Сергий Кулешов поблагодарил педагогический коллектив за организованное мероприятие и подарил духовную литературу для школьной библиотеки. Батюшка заверил детей, что они являются желанными гостями в храме, куда могут приходить не только ради участия в богослужениях, но и для бесед по всем волнующим вопросам духовной жизни.

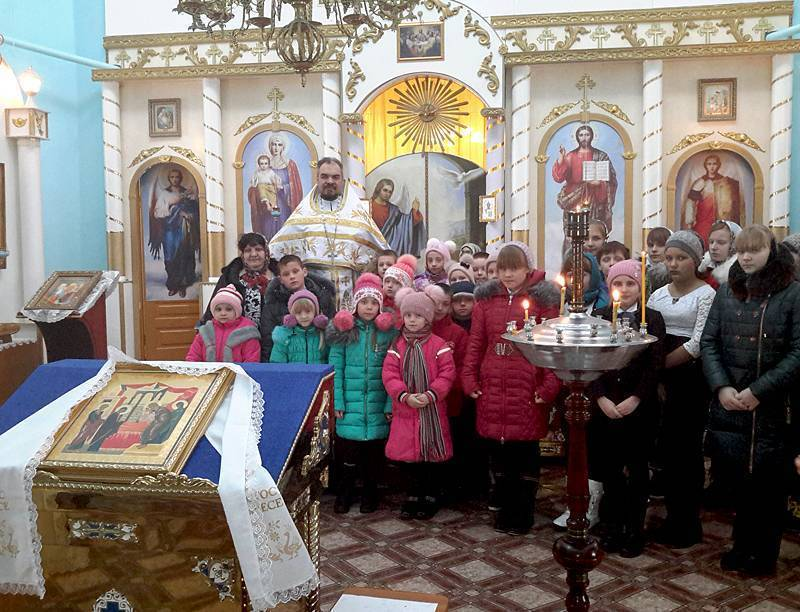
В школе села Елецкая Лозовка прошла Неделя православной культуры

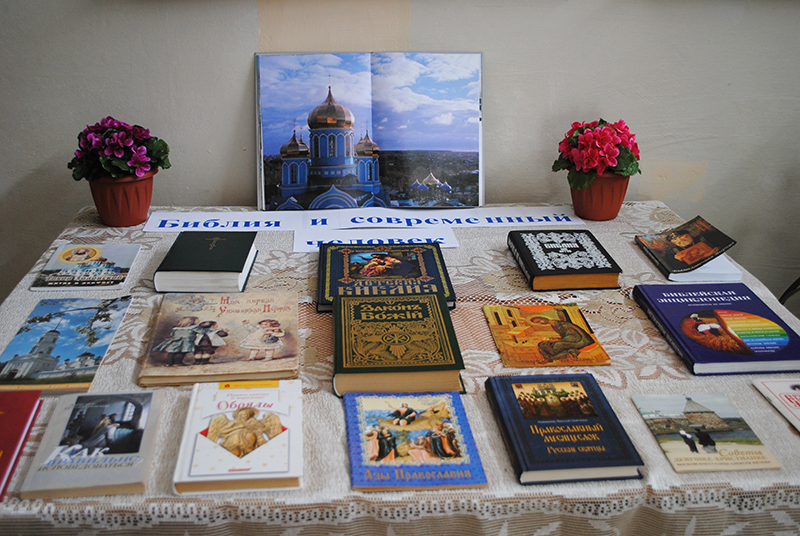
В школе села Елецкая Лозовка прошла Неделя православной культуры

## Значимые события приходской жизни
8 октября 2013 г. в селе Елец-Лозовка Хлевенского района Задонского благочиния настоятель храма иерей Сергий Кулешов совершил Божественную литургию в честь праздника преставления преподобного Сергия Радонежского, великого игумена земли Русской, и открыл Воскресную школу при Свято-Введенском храме.
23 июня 2015 г. в храме совершилось архиерейское богослужение митрополита Липецкого и Задонского Никона. 
В архипастырской проповеди владыка Никон напомнил верующим о необходимости вести духовную жизнь. «Дорогие братья и сестры, мы всегда должны помнить об ожидающем нас всех Страшном Суде Божием. Сегодня в мире очень много можно встретить лукавства, лицемерия, неправды, всего того, что заставляет нас постепенно забывать о Боге. И только непрестанная молитва поможет нам соединиться после нашей земной жизни со Христом», — отметил митрополит Никон.

Богослужение от 23.06.2015 г. в Свято-Введенском храме с. Елецкая Лозовка
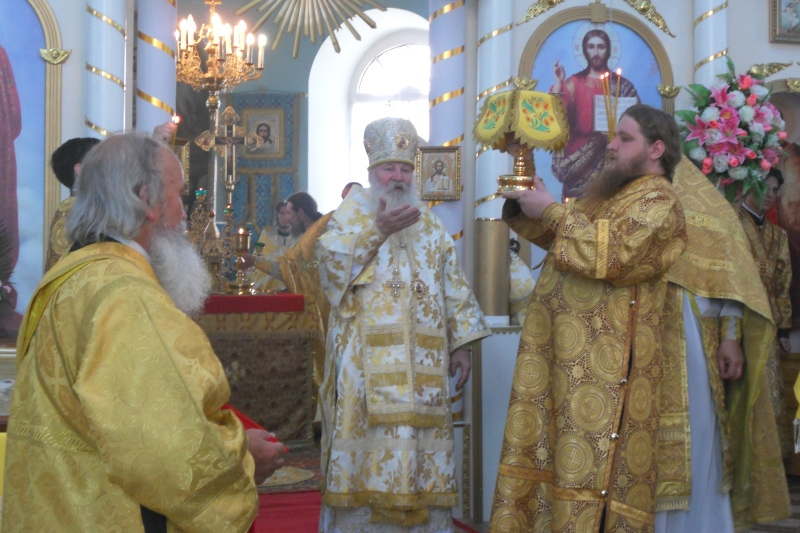
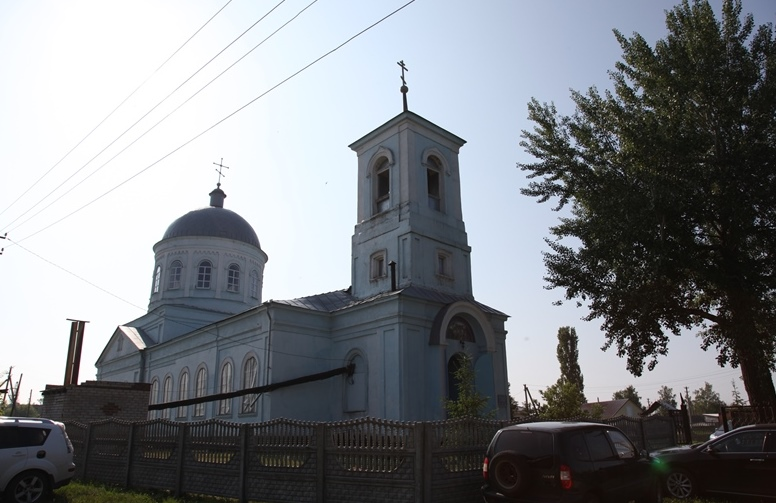
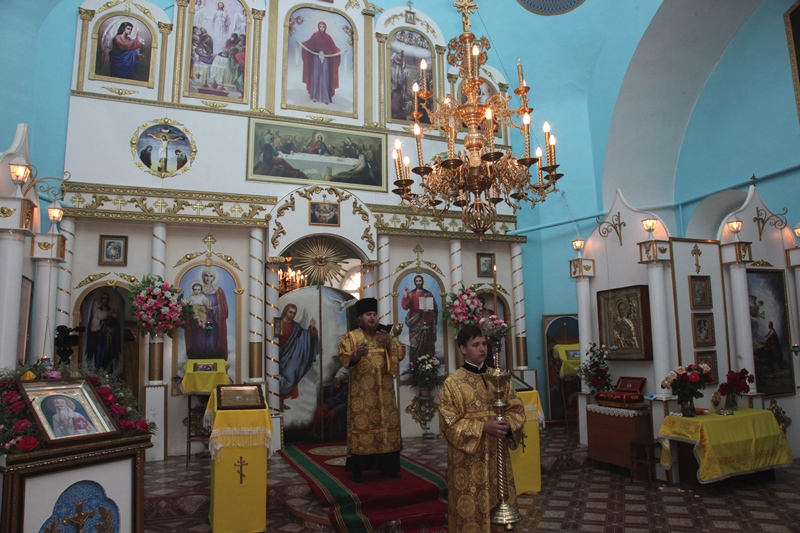
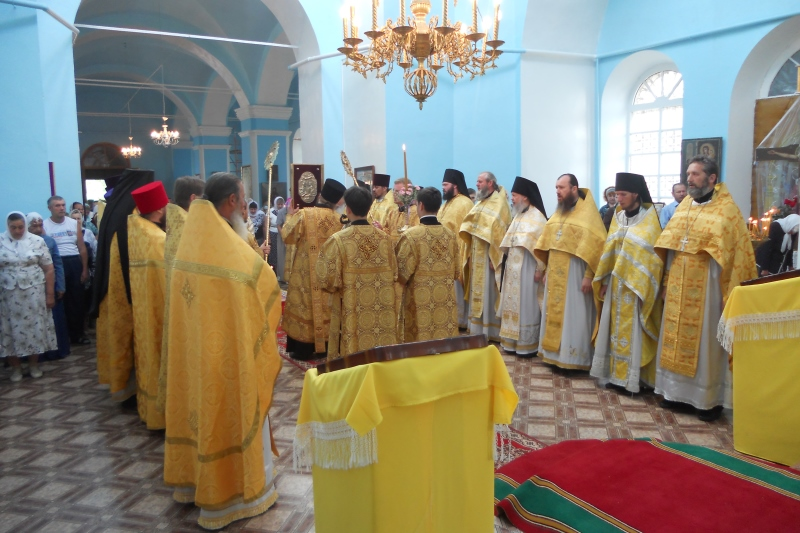
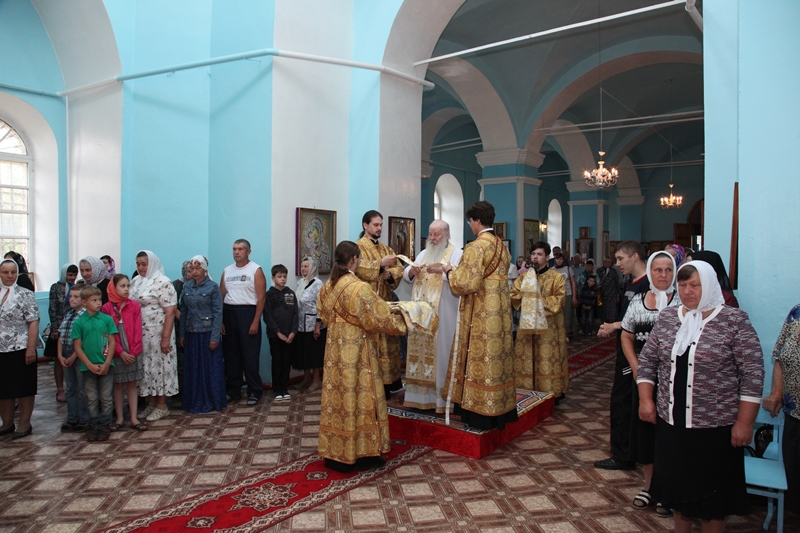
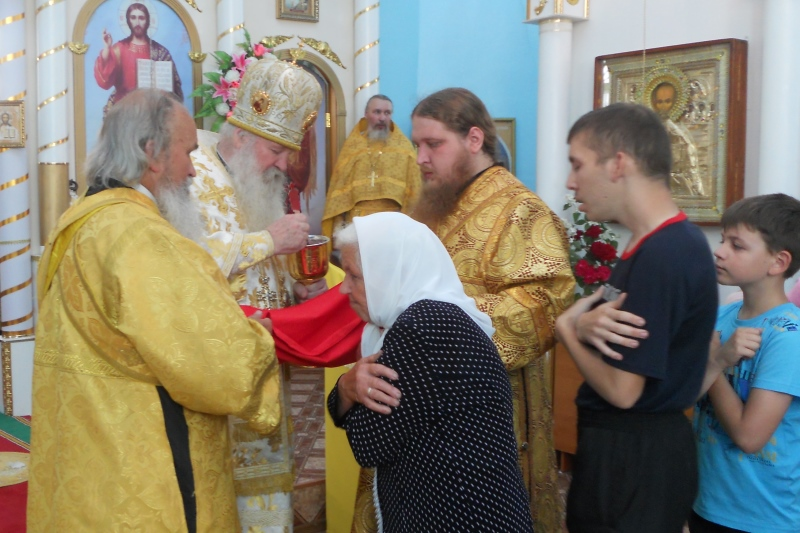
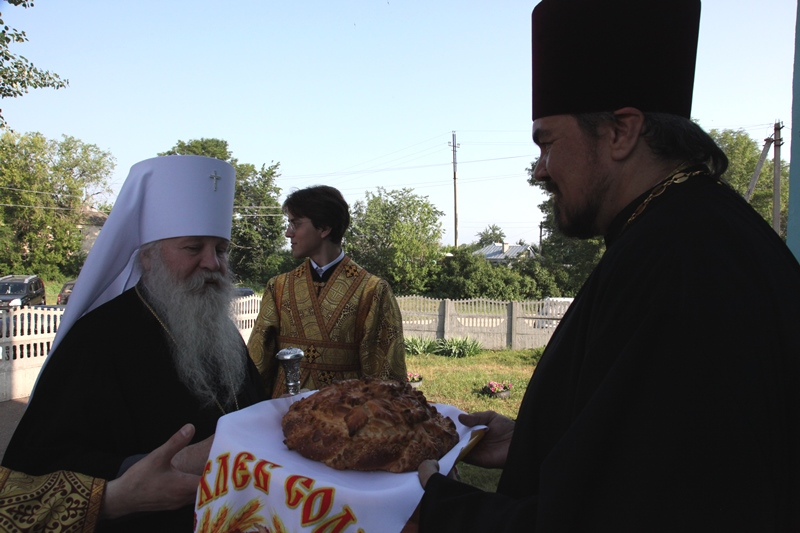

2 октября 2016 г. Высокопреосвященнейший митрополит Липецкий и Задонский Никон возглавил Божественную литургию во Введенском храме села Елецкая Лозовка Хлевенского района. Архиерейское богослужение в сельской глубинке — настоящее событие для жителей села, многие из которых готовятся к торжественной службе говением, желая разделить радость евхаристического общения со своим архипастырем.

После сугубой ектении глава Липецкой митрополии вознес молитву о мире на Украине. По завершении Божественной литургии митрополит Никон обратился к пастве с назидательным словом и преподал присутствующим архипастырское благословение.

Богослужение от 02.10.2016 г.  в Свято-Введенском храме с. Елецкая Лозовка
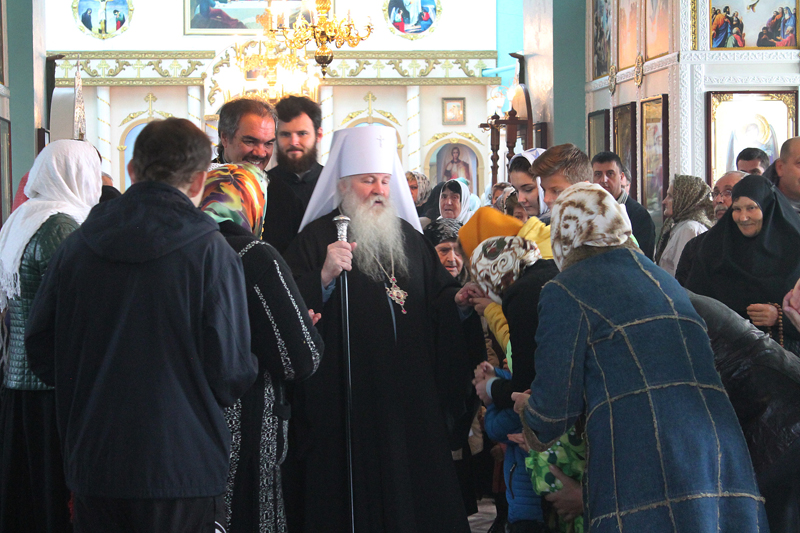
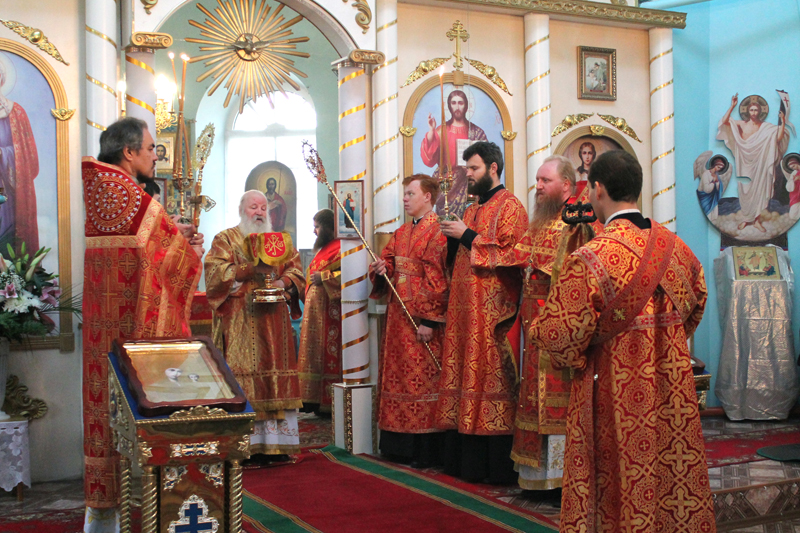
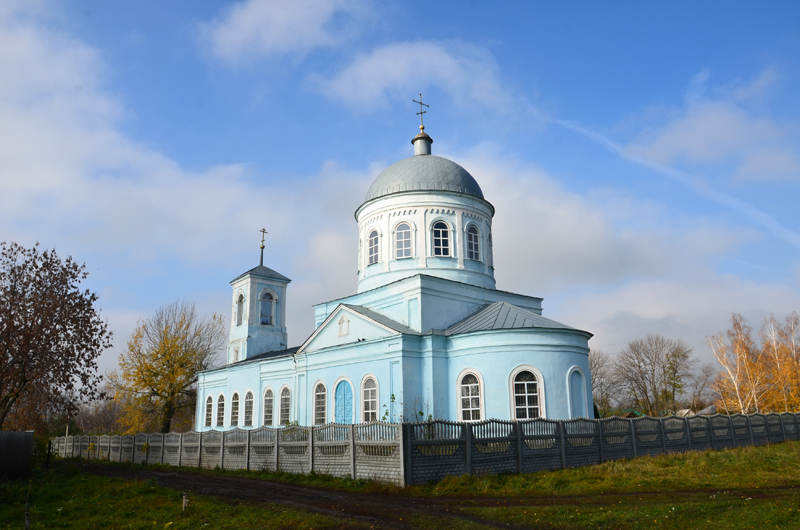
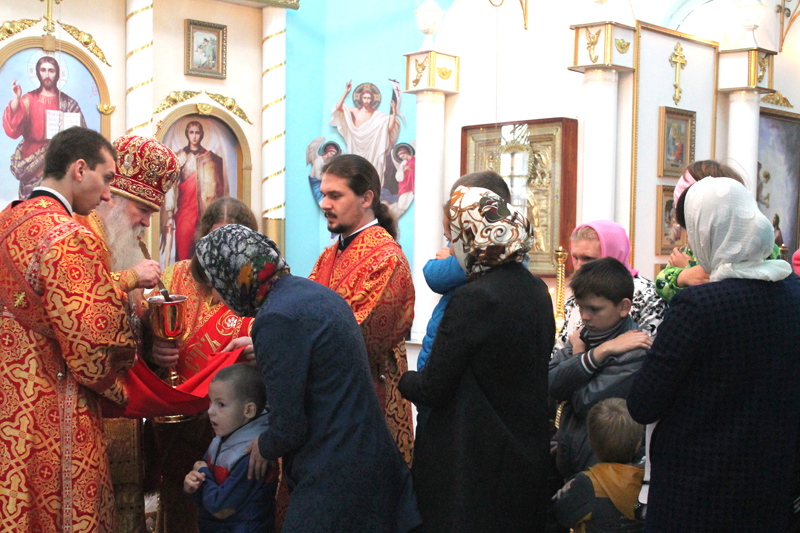
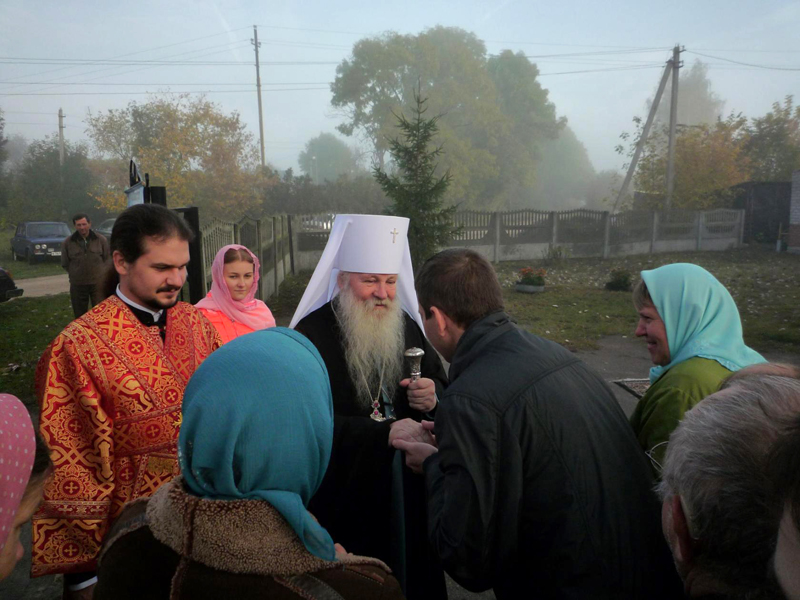
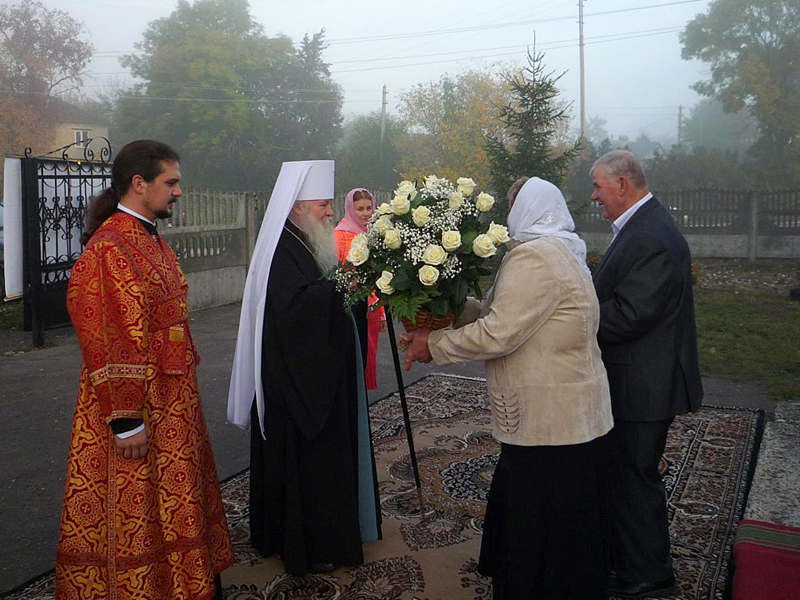
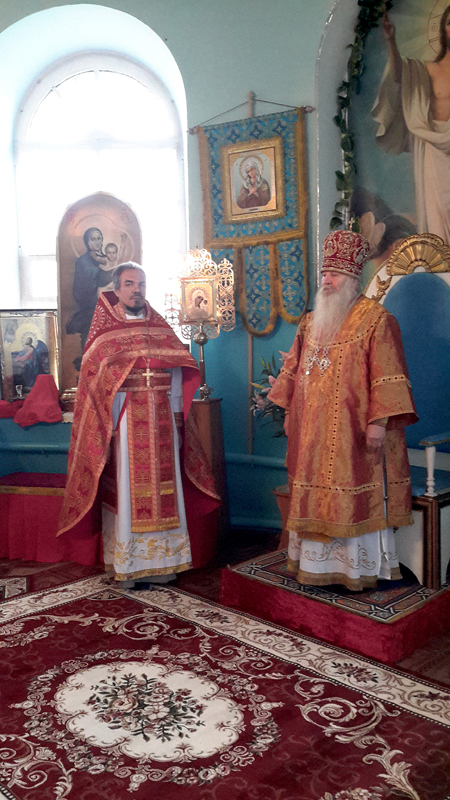
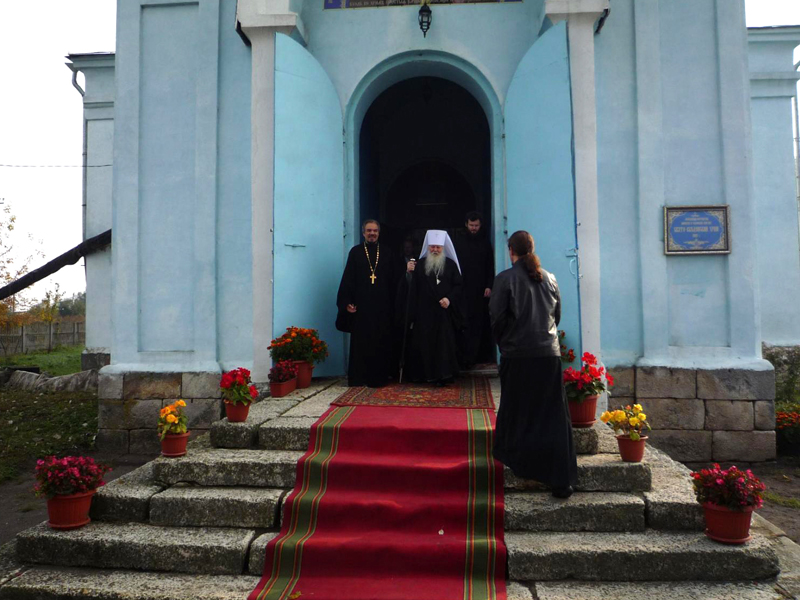

9 марта 2017 г., в день памяти первого (IV) и второго (452) обретения главы Иоанна Предтечи, Высокопреосвященнейший митрополит Липецкий и Задонский Никон совершил Литургию Преждеосвященных Даров в Введенском храме с. Елец-Лозовка Хлевенского района.

Его Высокопреосвященству сослужили: секретарь Липецкой епархии протоиерей Василий Бильчук, благочинный Хлевенского церковного округа протоиерей Владимир Силантьев, настоятель храма протоиерей Сергий Кулешов и духовенство благочиния.
«Кто имеет заповеди Мои и соблюдает их, тот любит Меня; а кто любит Меня, тот возлюблен будет Отцем Моим», — завершил Владыка словами Священного Писания и призвал на всех Божие благословение.

Богослужение от 09.03.2017 г. в  Свято-Введенском храме с. Елецкая Лозовка
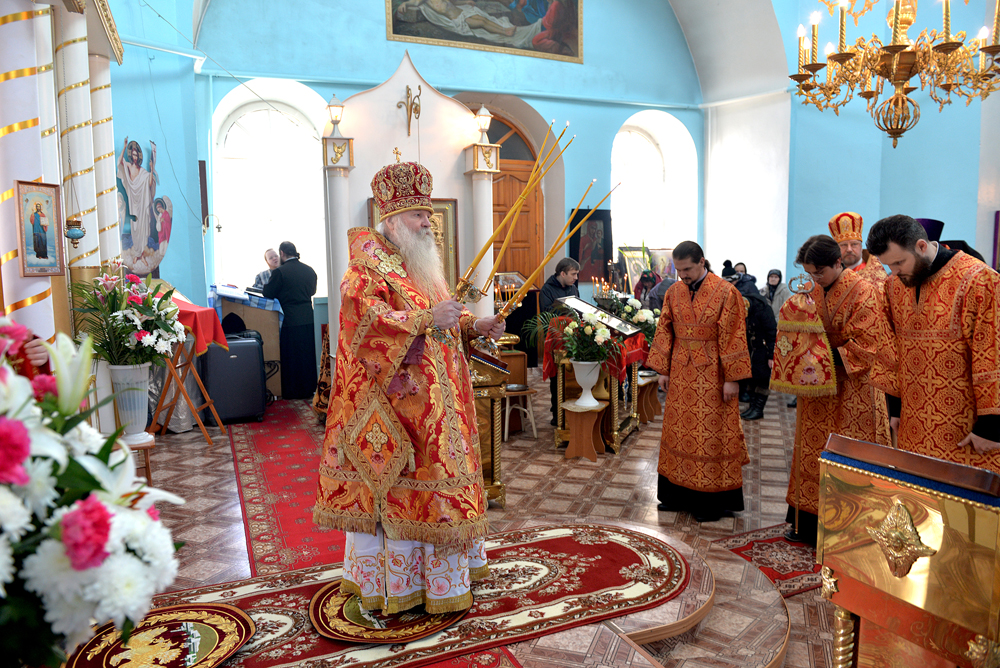
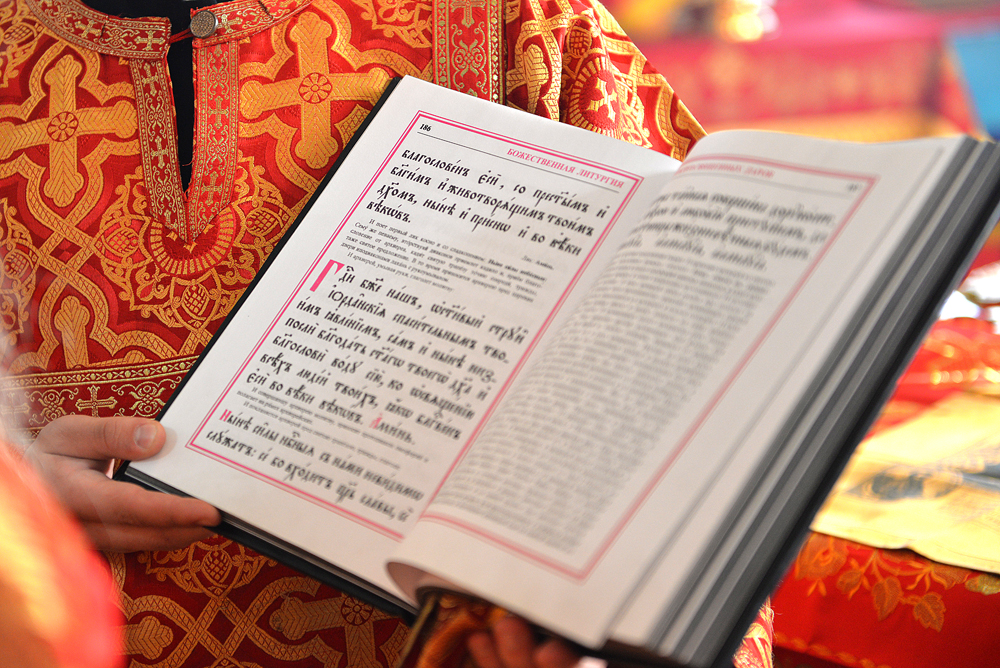
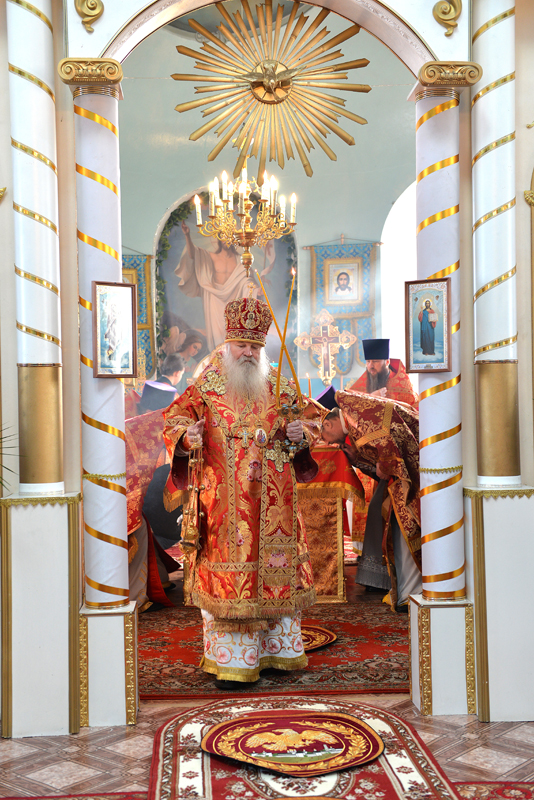
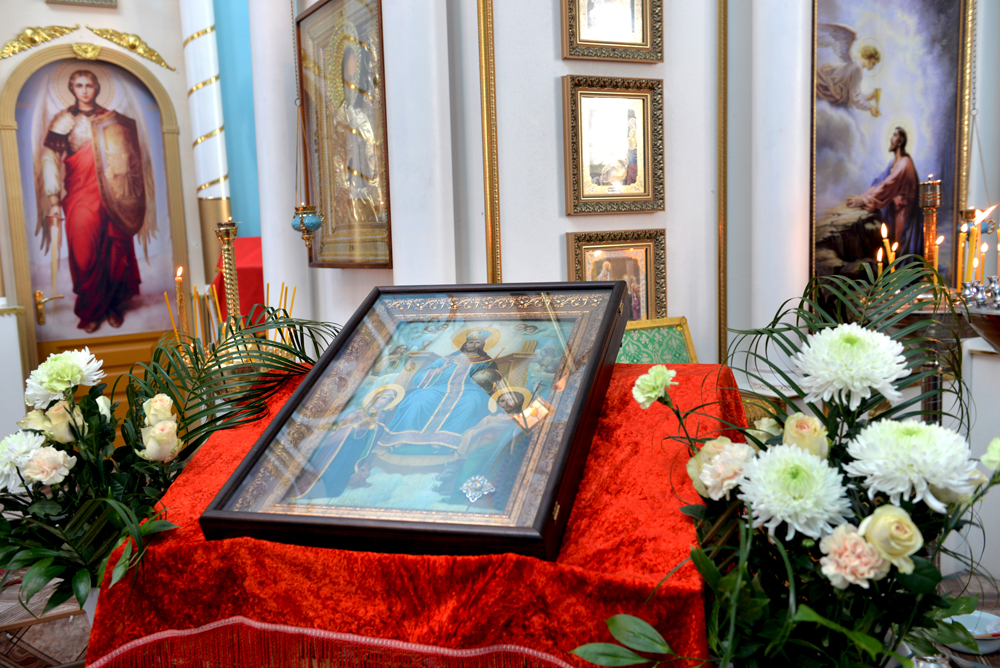
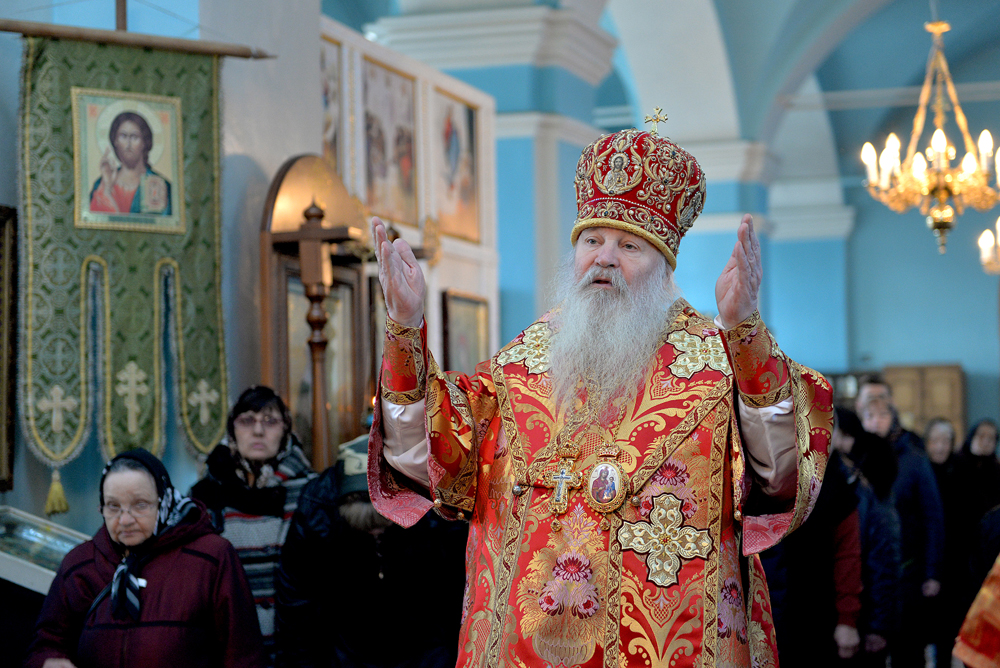
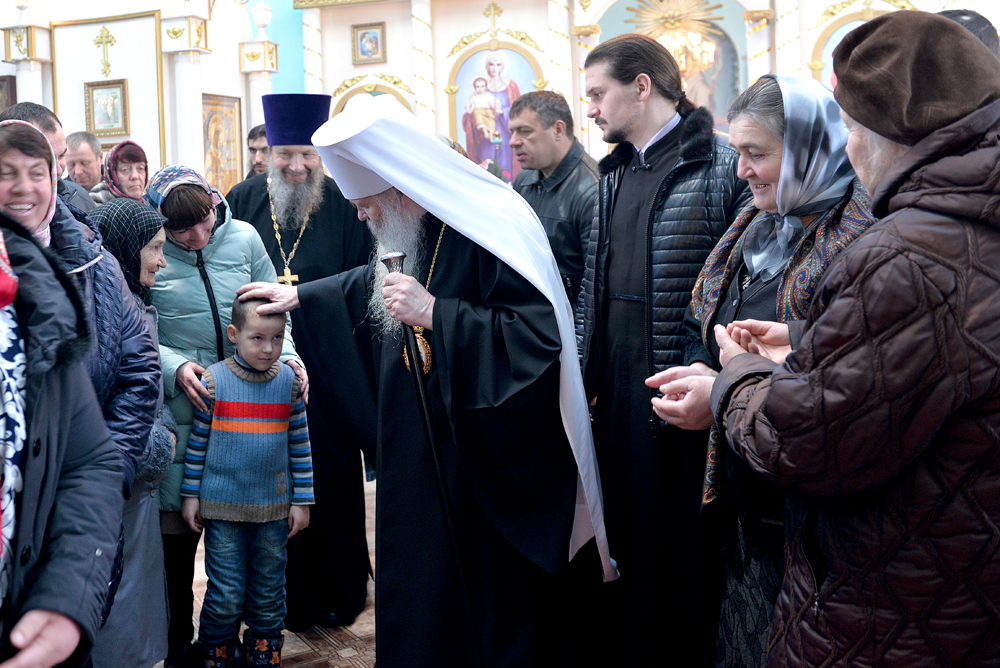
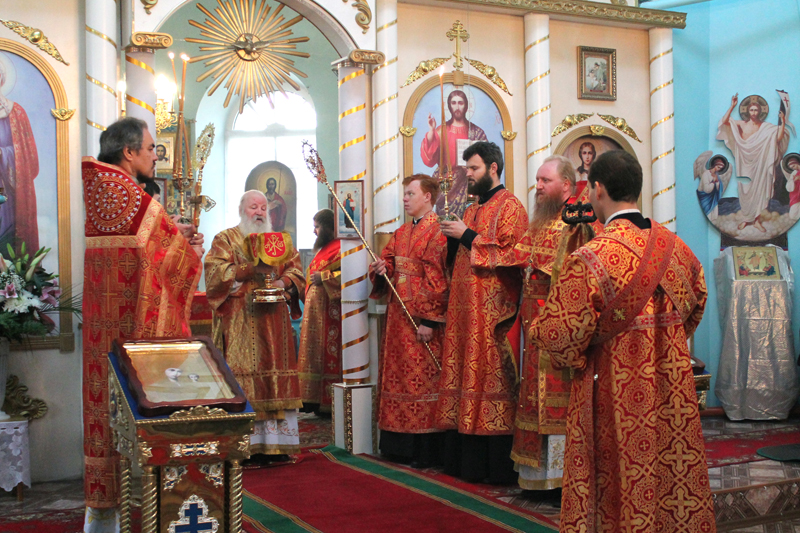
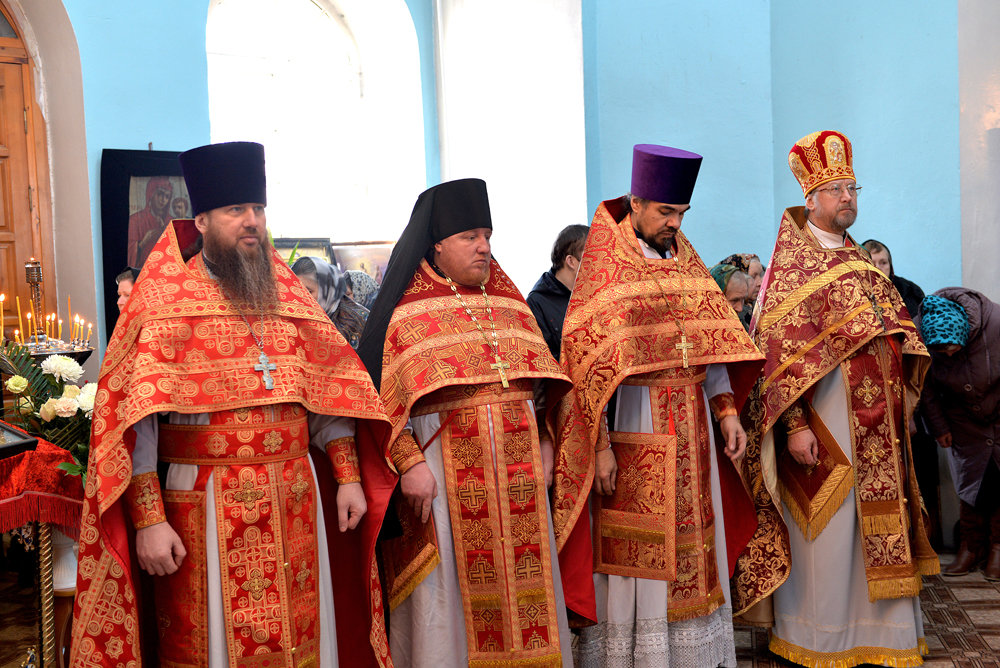
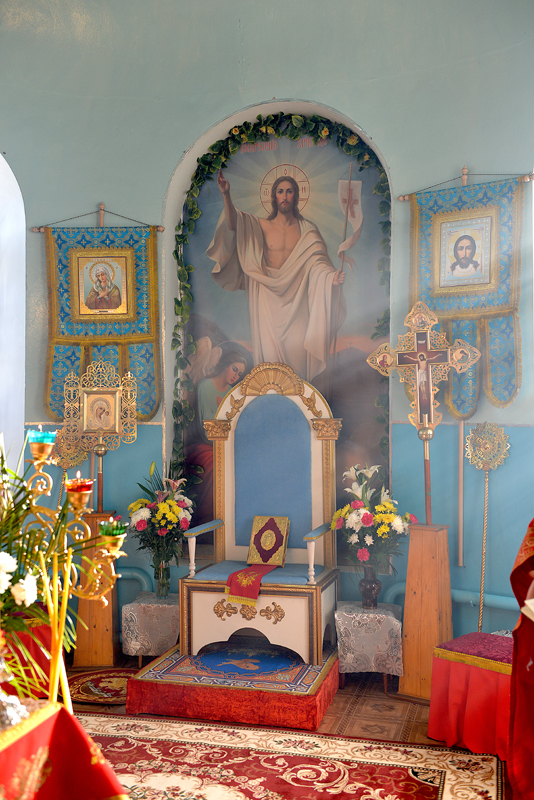
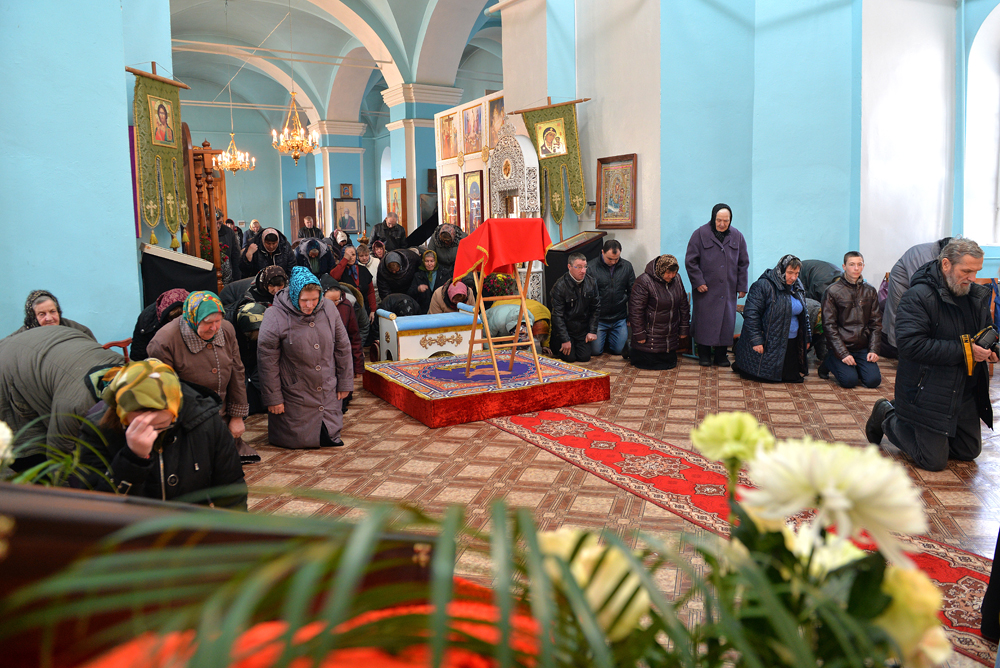
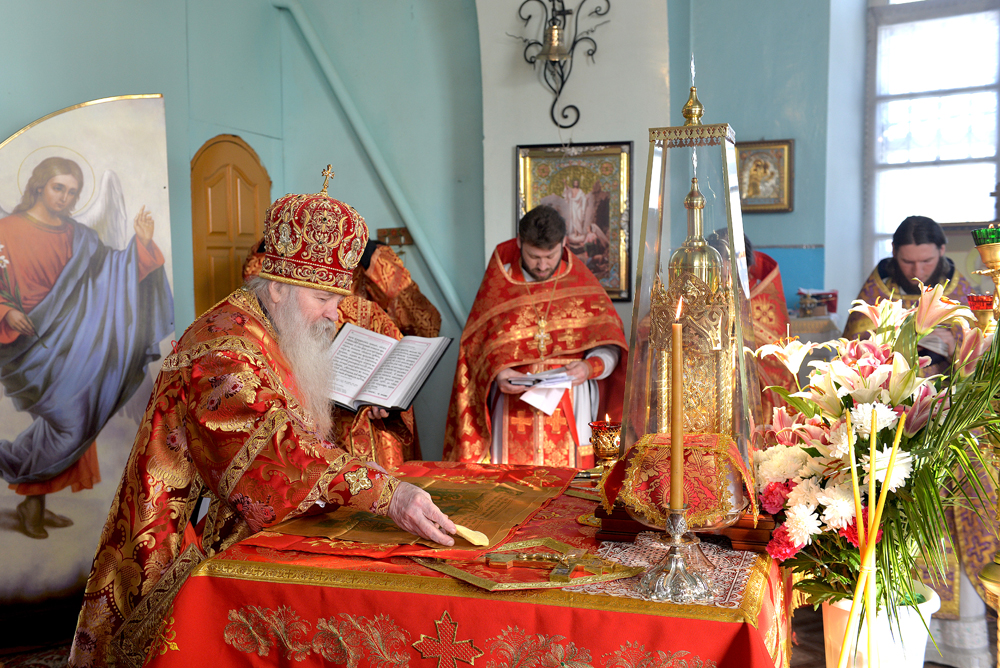
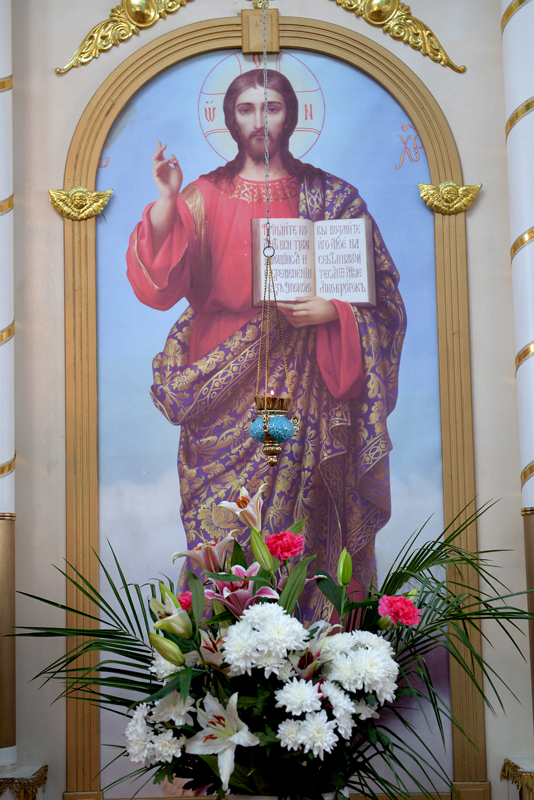
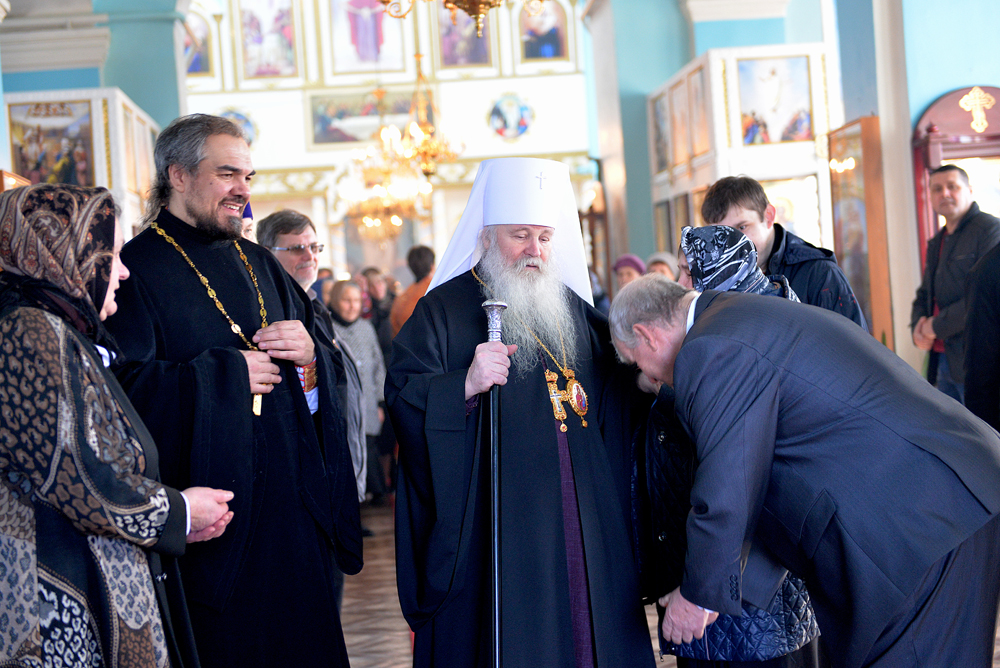
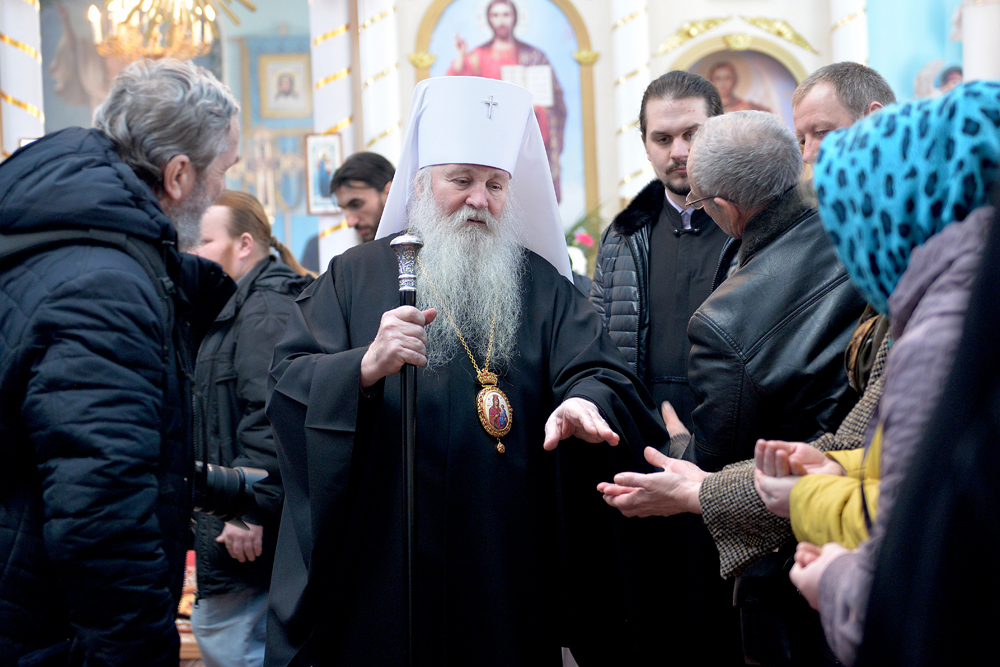
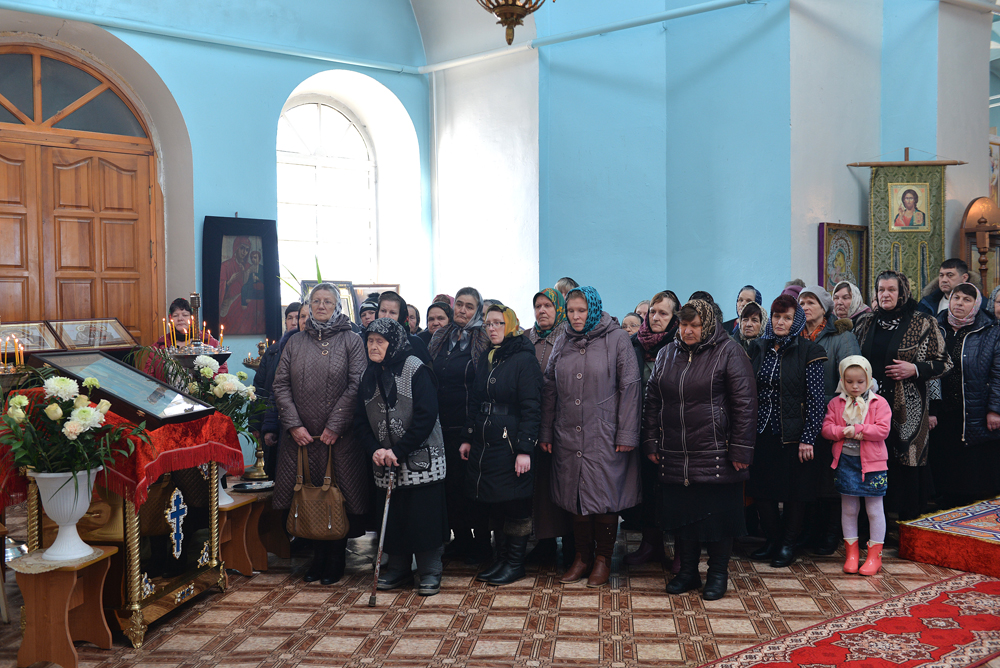
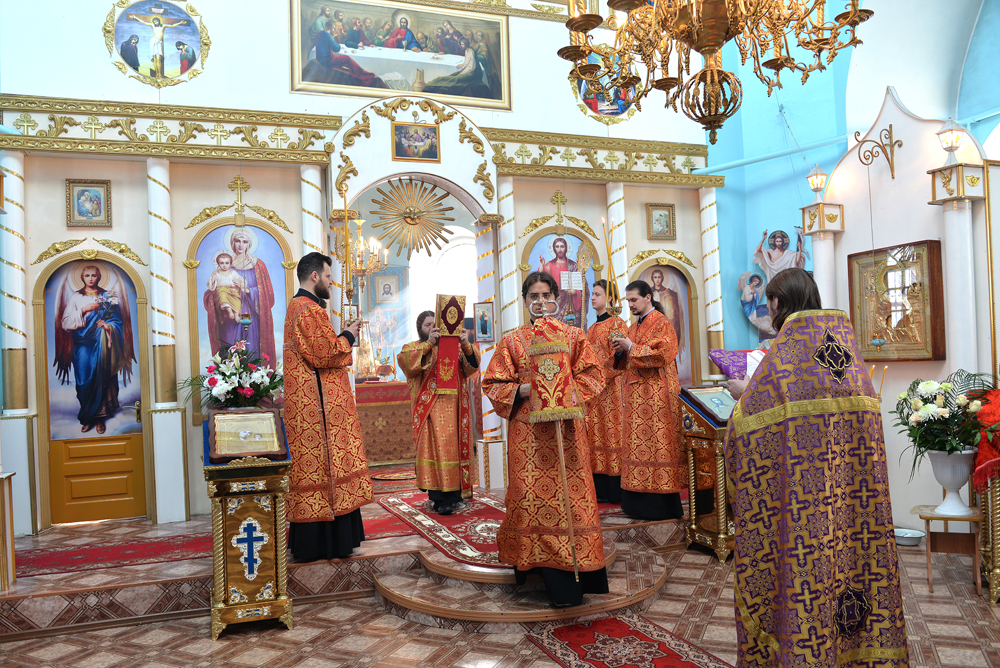
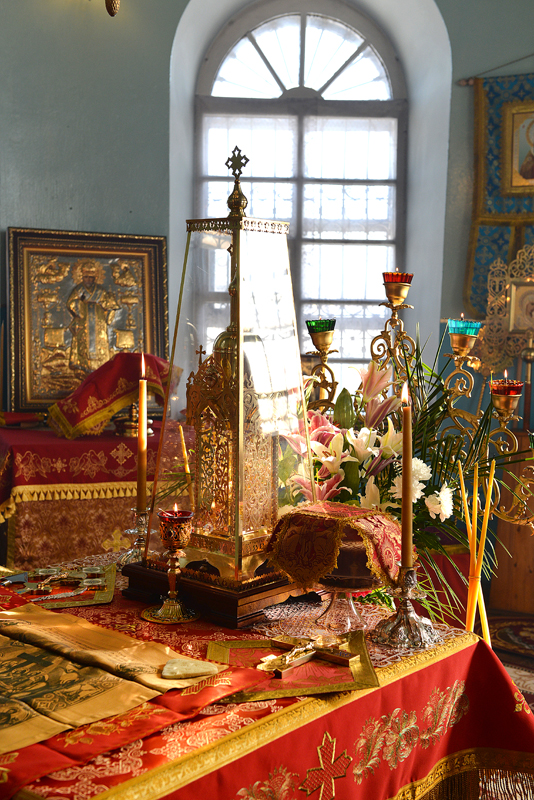
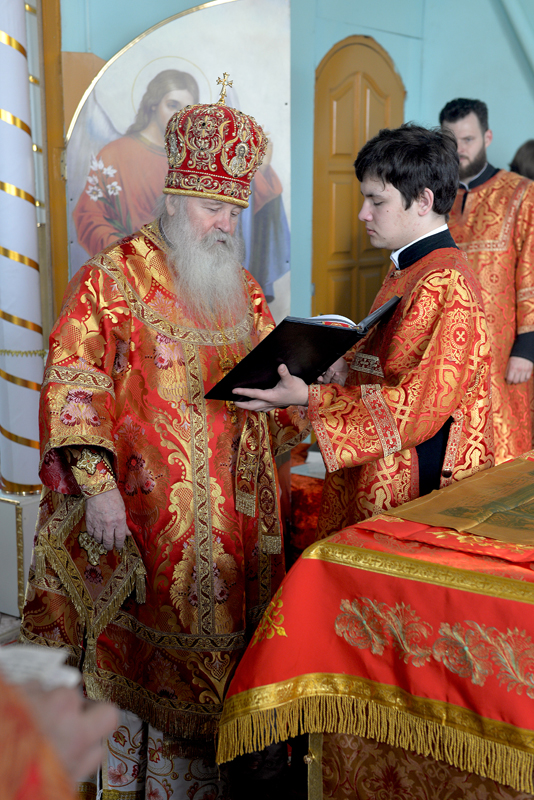
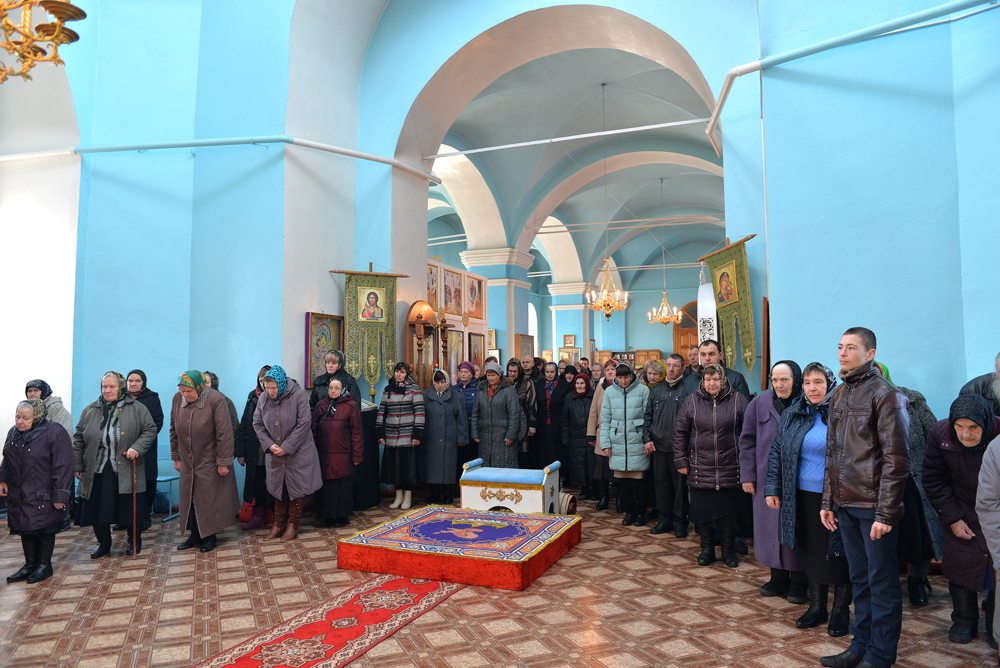
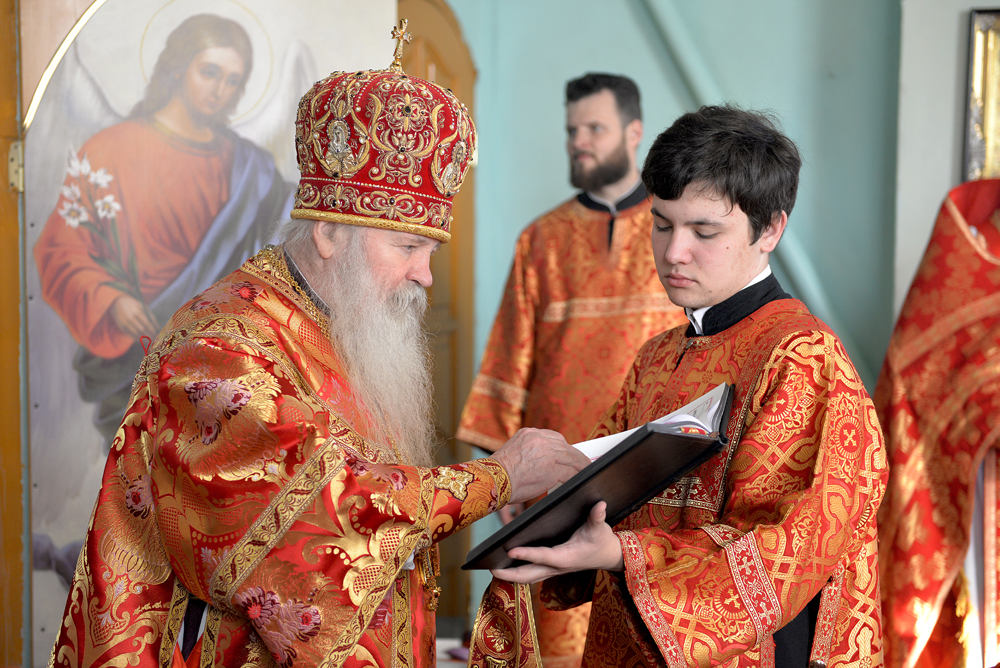
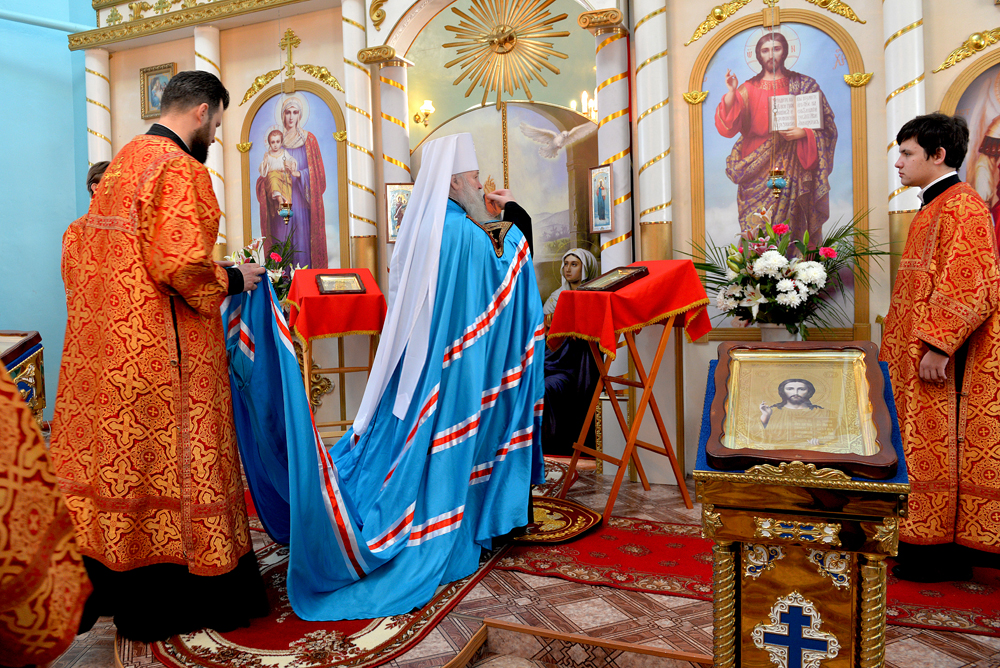
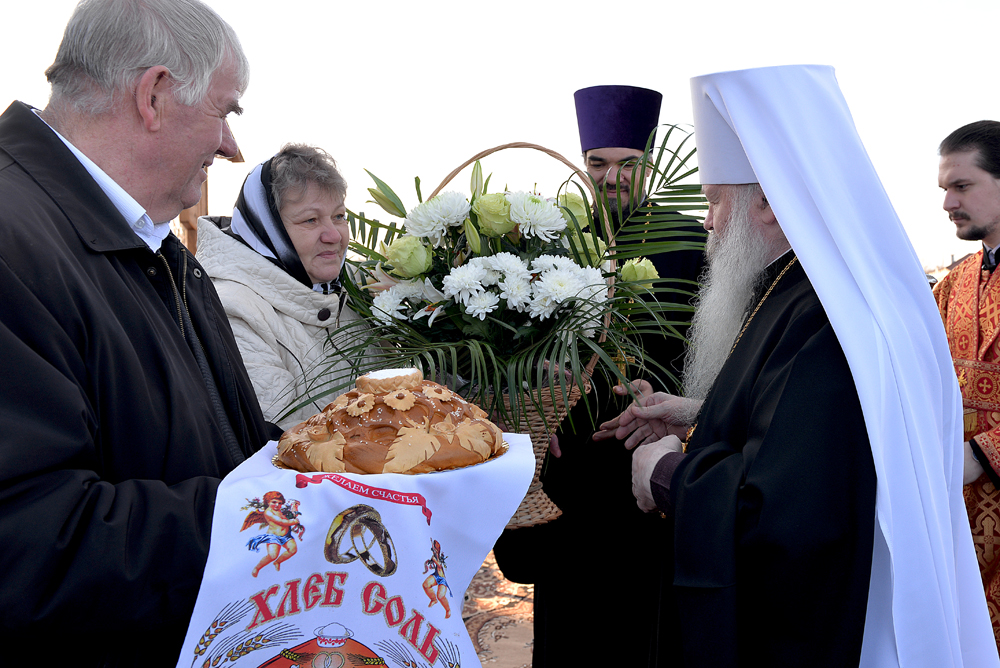
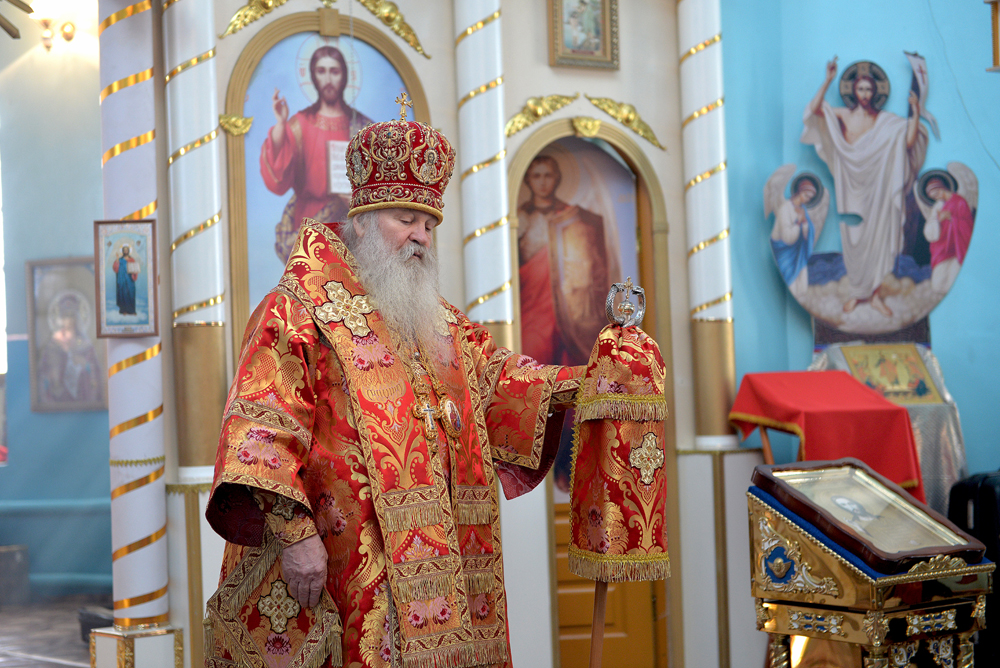
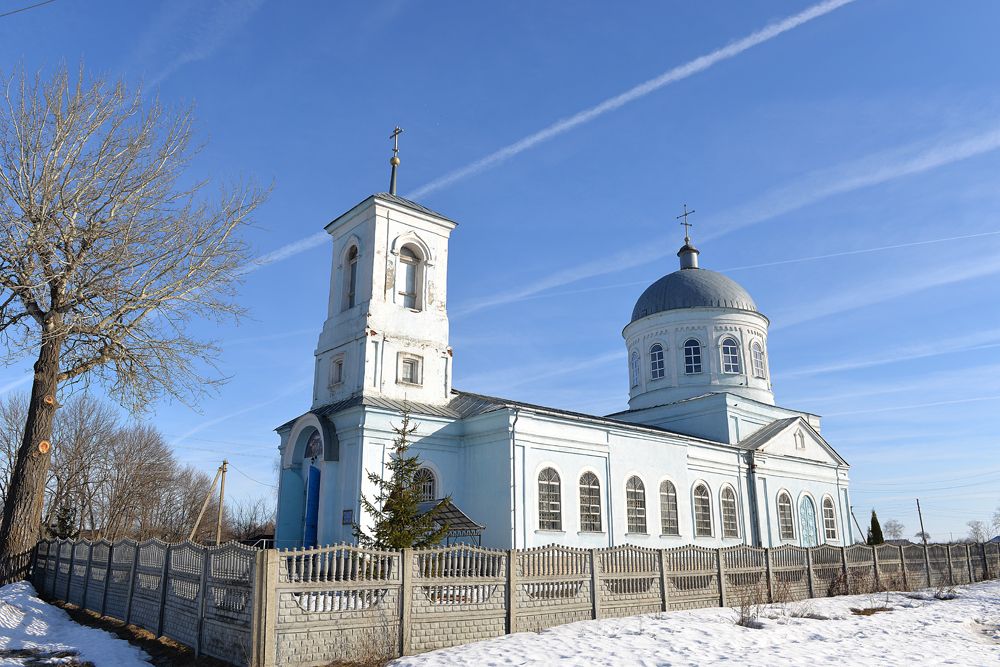
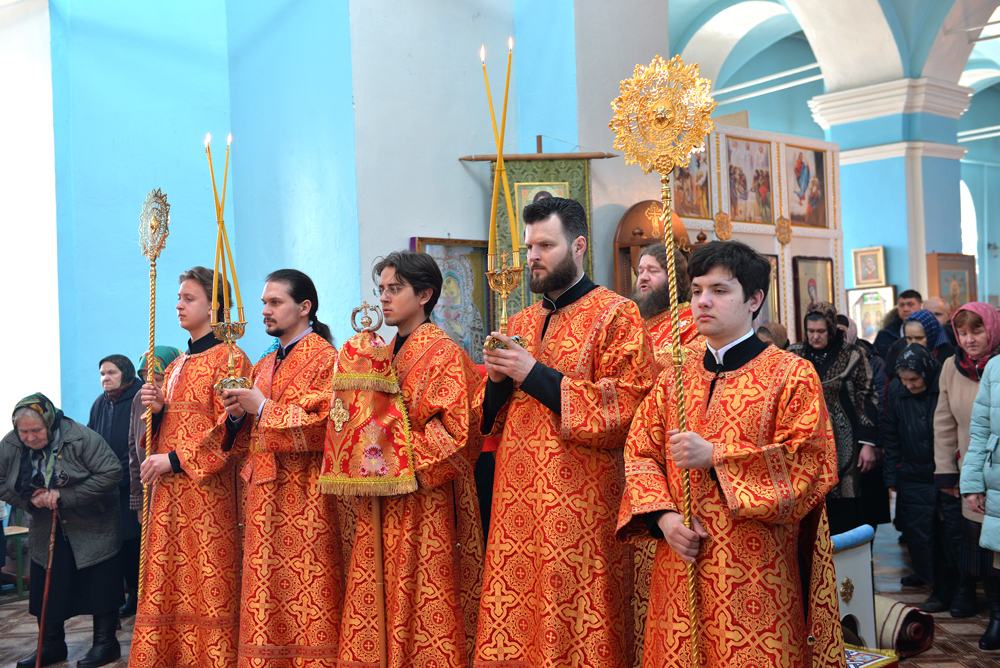
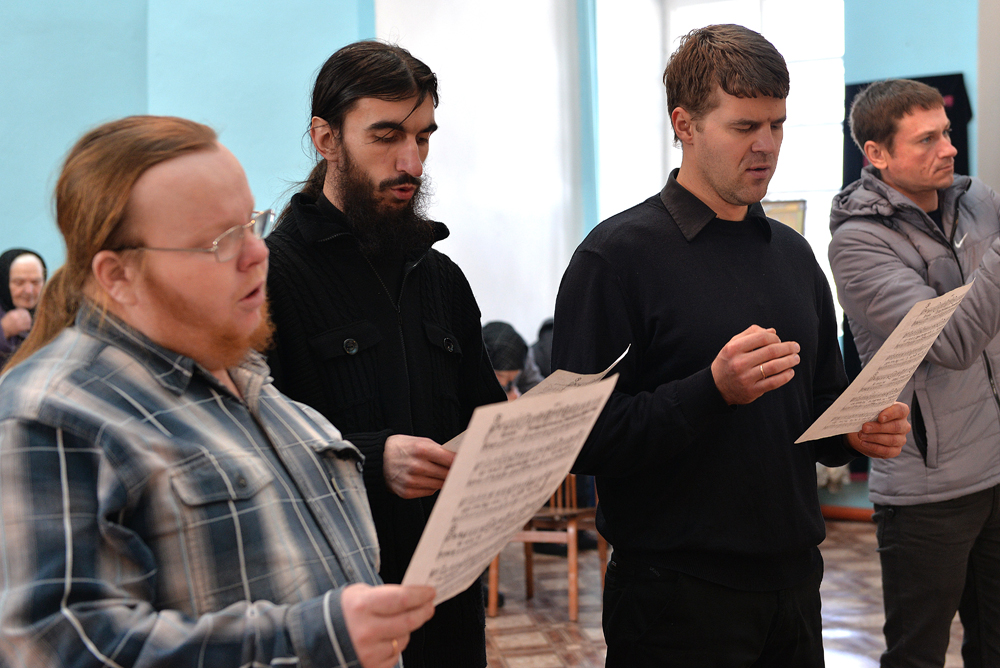
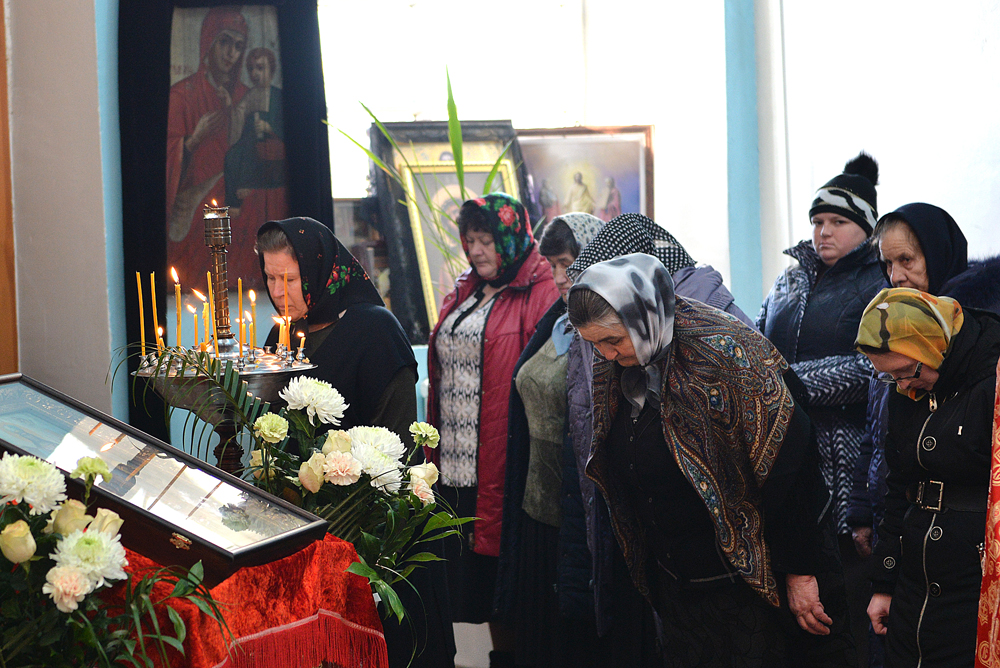
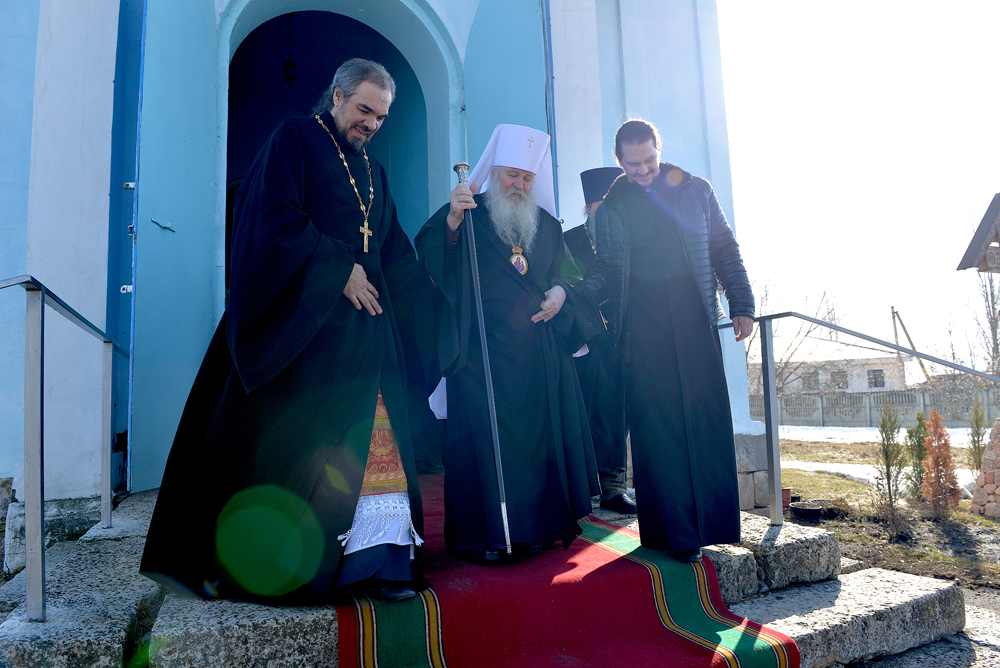
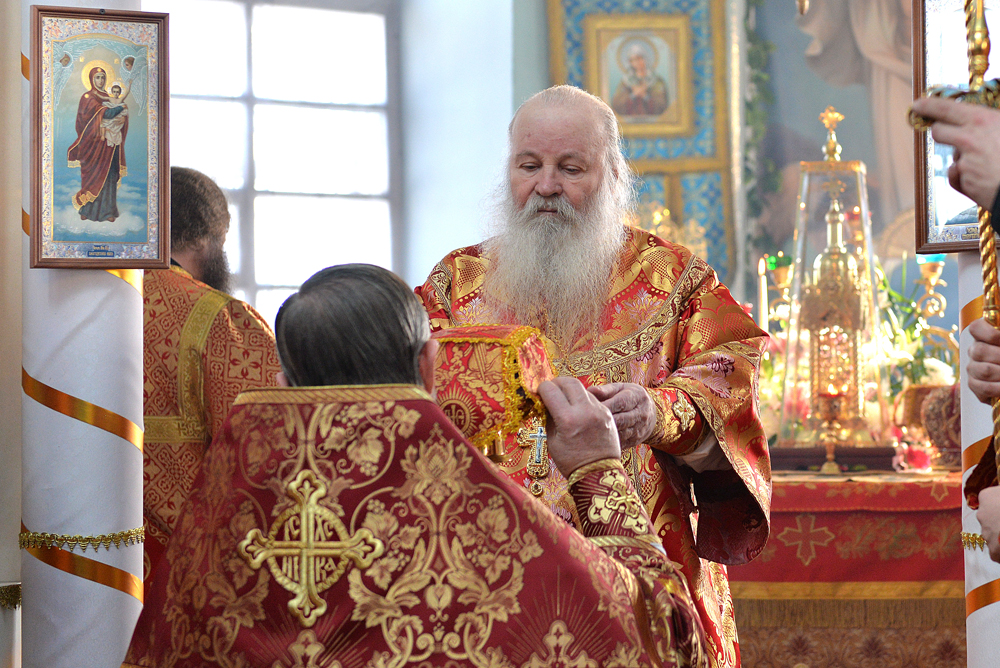

19 апреля 2017 г. в храме состоялся пасхальный молебен для учащихся сельской школы, воспитанников воскресной школы и детского сада. В молебне приняли участие более 100 детей. Встреча настоятеля храма протоиерея Сергия Кулешова с преподавателями и учениками традиционно проходит на приходе в среду Светлой седмицы.
В преддверии праздника Пасхи в храме открылась выставка детского творчества «Радость пасхальная», в которой приняли участие дети детского сада и школы. Творческие изделия детей стали достойным украшением храма к Светлому Празднику. Поблагодарив преподавателей школы и воспитателей детского сада за помощь детям в подготовке работ к выставке, батюшка вручил всем ее участникам благодарственные грамоты.
Встречи со школьниками в храме стали хорошей традицией Введенского прихода и играют важную роль в духовно-нравственном просвещении молодого поколения.
5 ноября 2017 г. в Неделю 22-ю по Пятидесятнице, день памяти апостола Иакова, брата Господня по плоти, Высокопреосвященнейший митрополит Липецкий и Задонский Никон совершил Литургию в храме.
Главе Липецкой митрополии сослужили: руководитель епархиального отдела религиозного образования и катехизации, благочинный 1-го Липецкого церковного округа протоиерей Виталий Диесперов; благочинный Хлевенского церковного округа протоиерей Владимир Силантьев, благочинный Задонского Рождество-Богородицкого мужского монастыря архимандрит Трифон (Голубых), настоятель Введенского храма протоиерей Сергий Кулешов, духовенство Хлевенского благочиния и Задонского мужского монастыря.
Богослужебные песнопения исполняли певчие братского хора Задонской обители (регент – иеромонах Глеб (Мандзяк).
За Литургией читались тексты Священного Писания, положенные по Уставу Церкви в Неделю 22-ю по Пятидесятнице (Гал 6:11-18. Лк 16:19-31) и день памяти апостола Иакова (Гал 1:11-19. Мф 13:54-58). После сугубой ектении Высокопреосвященнейший Владыка вознес молитву о мире в Украине.

В архипастырском слове митрополит Никон раскрыл духовный смысл евангельской притчи о богаче и Лазаре. Владыка отметил, что многие желают в этой жизни оказаться на месте того богача: ни в чем не нуждаться, услаждаться без меры пищей и вином, проводить время в непрестанном веселье. 
«Иногда в малодушии мы с завистью смотрим на «преуспевающих» в этой жизни людей и думаем: «Почему они имеют все, а я бываю лишен даже необходимого?»
Дорогие, если бы нам было полезно богатство или какие-то иные земные благи, Господь бы не лишил нас этого. Но мы не умеем распоряжаться ими без вреда для своей души. Спросите честно себя: почему я хочу быть богатым? И мы услышим страшный ответ в своей душе: потому что я не хочу смиряться; не хочу в чем-то себе отказывать, жить в воздержании; потому что я не хочу терпеть нужду; не хочу трудиться в поте лица, как заповедал Господь; потому что я не хочу нести тот крест, который мне дал Господь.
Но разве с таким устроением души сможем ли мы стяжать то главное, ради чего каждый человек приходит в этот мир, сможем ли исполнить заповедь Божию: «Ищите же прежде Царства Божия и правды Его» (Мф 6:33)?
Конечно, нет. И какой выкуп мы дадим за душу свою, когда услышим грозное: «…безумный! в сию ночь душу твою возьмут у тебя» (Лк 12:20)? Поэтому, пока не пришел наш час давать отчет Богу за прожитую жизнь, давайте поразмыслим, где мы хотим оказаться после смерти – в месте вечных мучений, где оказался тот богач, или вместе с Лазарем на лоне Амвраама?
Но, если мы будем стремиться жить так, как жил богач из евангельской притчи, то мы не сможем наследовать райские селения вместе с праведниками, которые с готовностью претерпевали все скорби ради Христа, утесняли себя многотрудными подвигами и воздержанием, отсекали во всем свою волю ради исполнения воли Божией. «Царство Небесное силою берется, и употребляющие усилие восхищают его», – говорит нам Слово Божие (Мф 11:12).

Будем же, дорогие, благодарить Господа, что Он, видя нашу немощь в борьбе со страстью сластолюбия, удаляет от нас все то, что питает и укрепляет ее; посылает нам стесненные обстоятельства, чтобы освободить нашу душу от действия страстей, влекущих ее в погибель. Смиримся под крепкую десницу любящего Отца Небесного, послужим Господу «каждый в том звании, в котором призван» (ср. 1 Кор 7:20), чтобы на пороге смерти услышать сладчайший глас Христа: «…добрый и верный раб! в малом ты был верен, над многим тебя поставлю; войди в радость господина твоего» (Мф 25:21)», – завершил Владыка и призвал на всех Божие благословение.
Богослужение от 05.11.2017 г. в Свято-Введенском храме с. Елецкая Лозовка

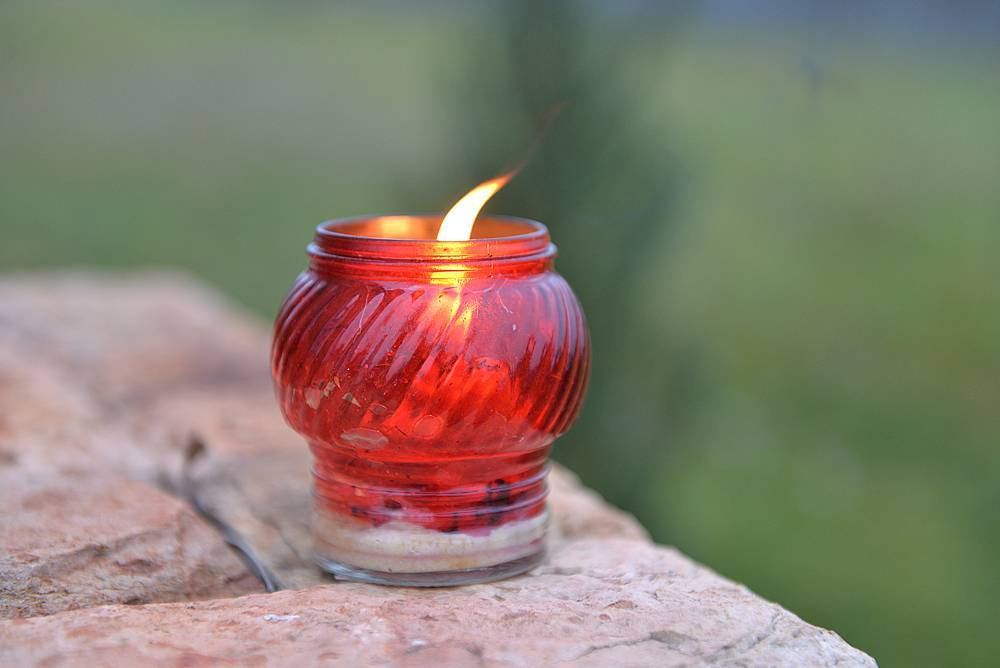
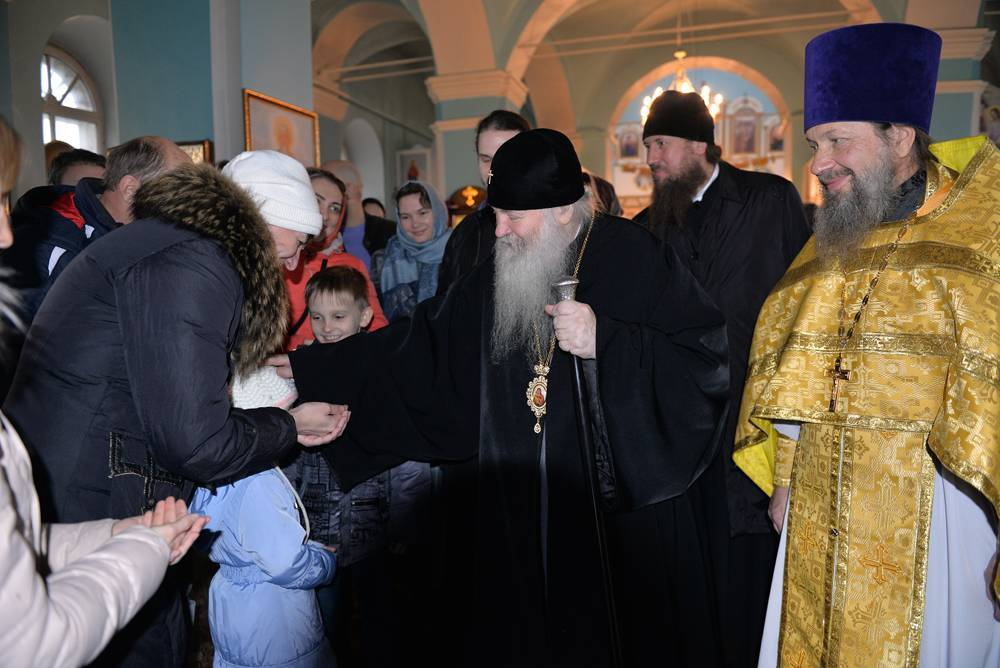
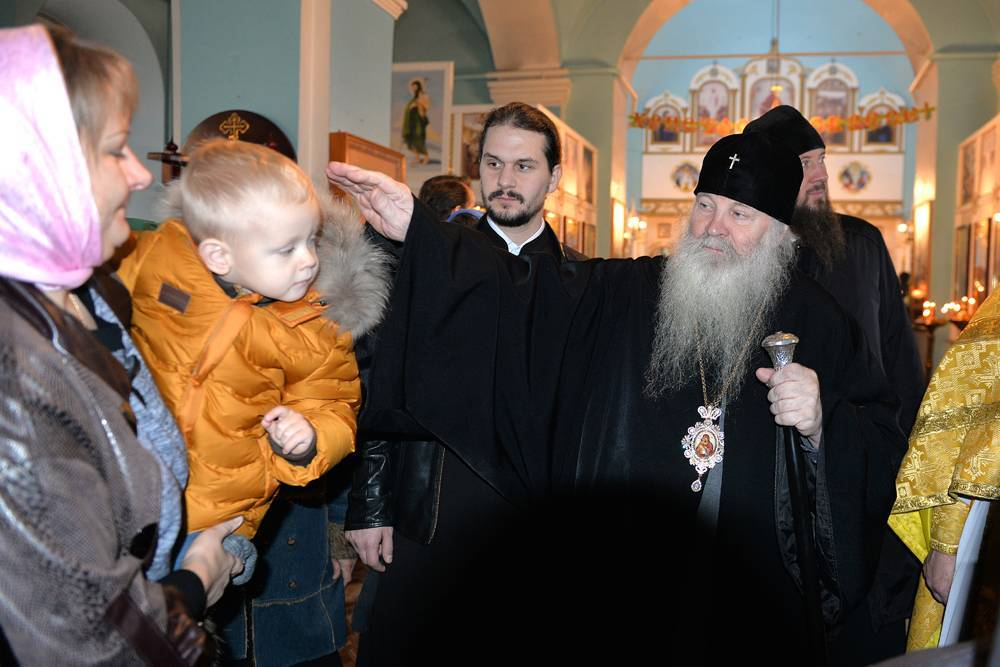
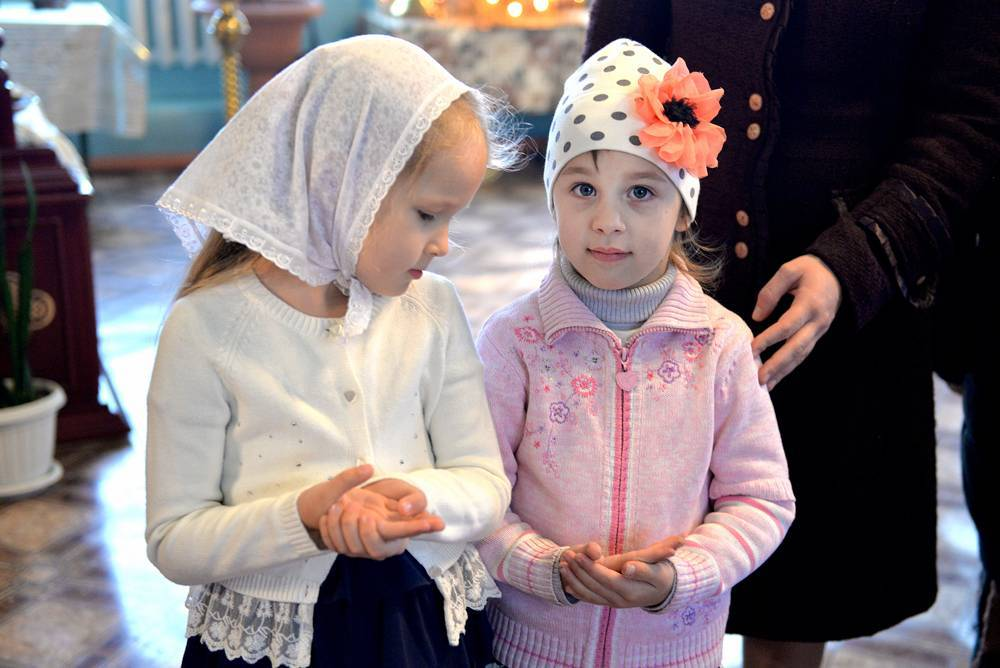
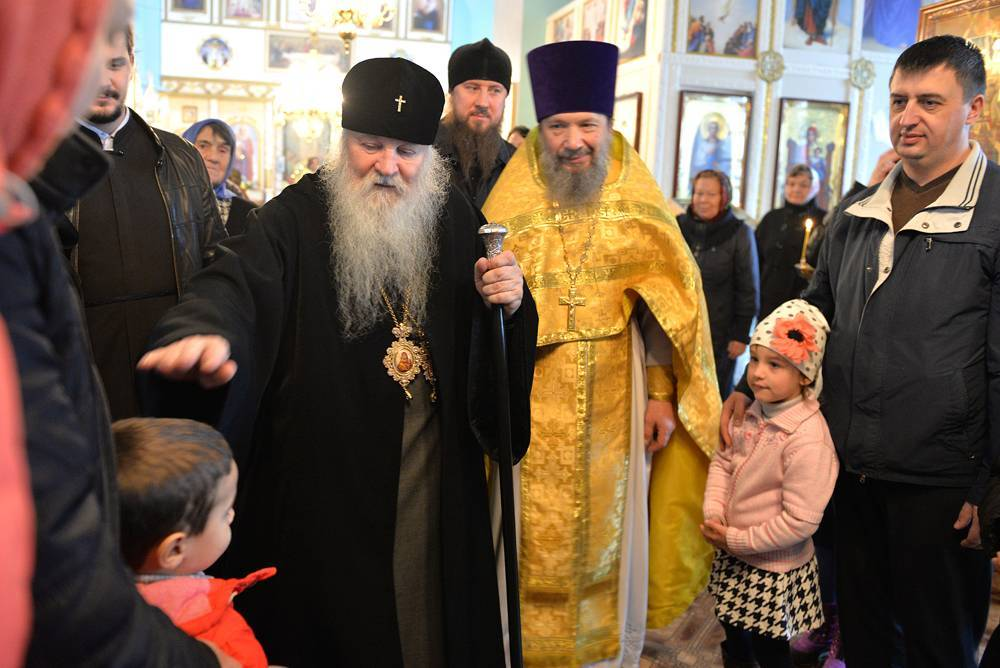
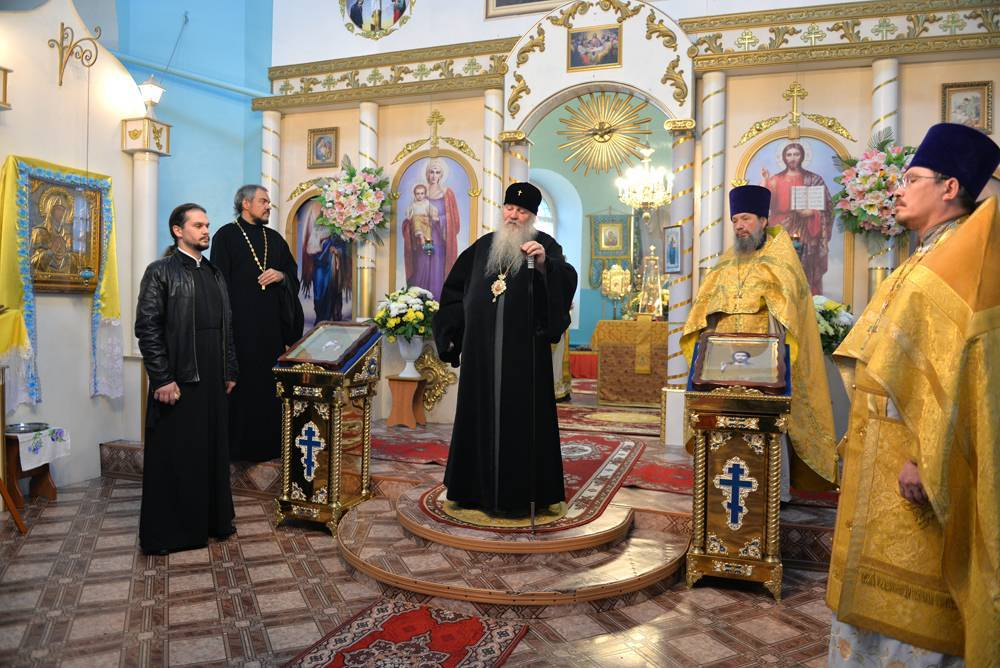
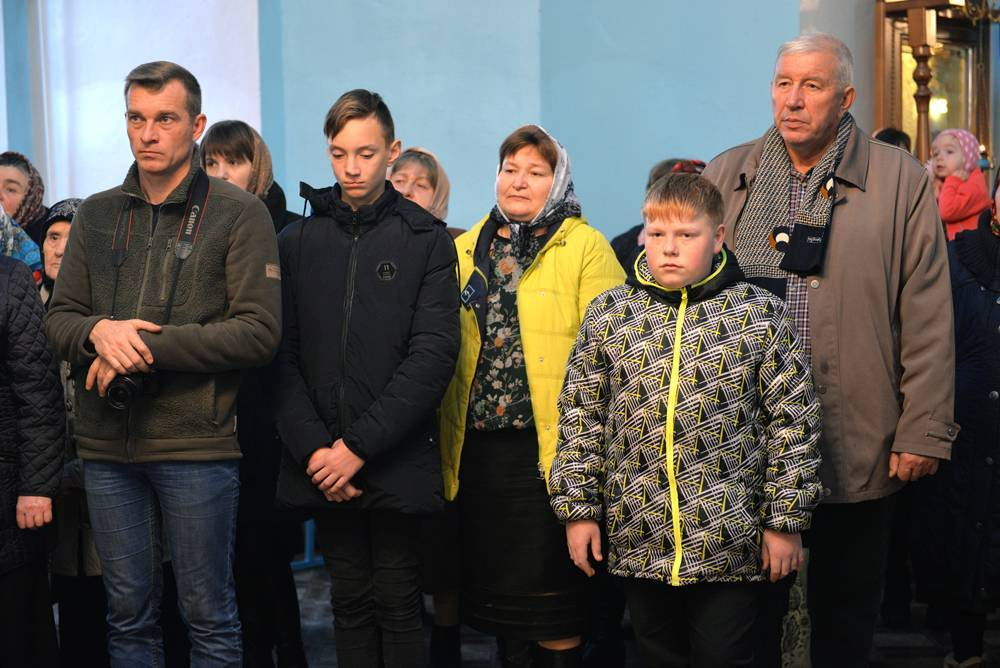
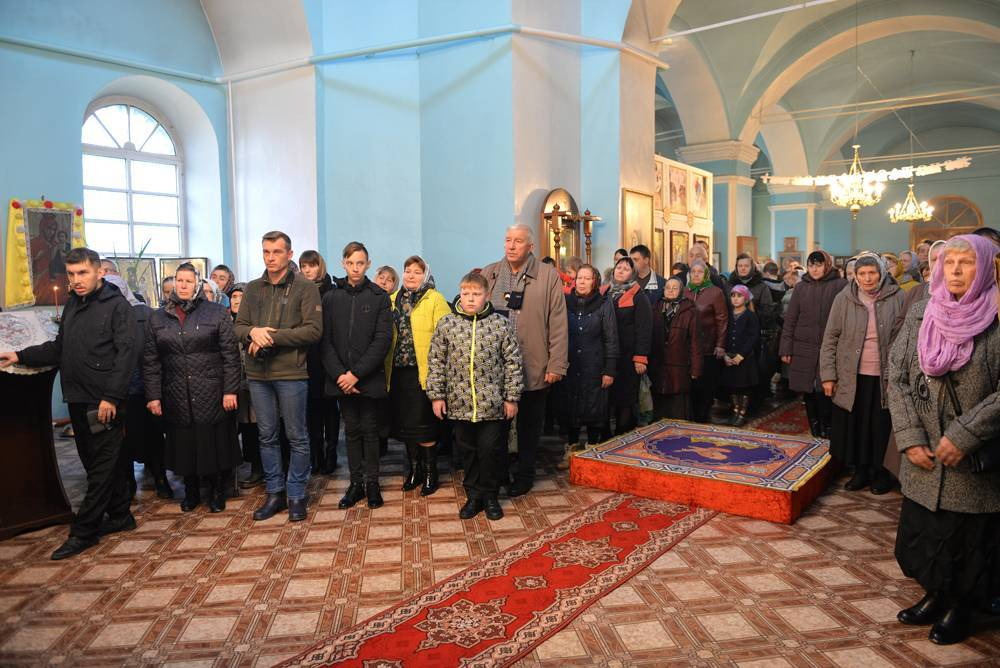
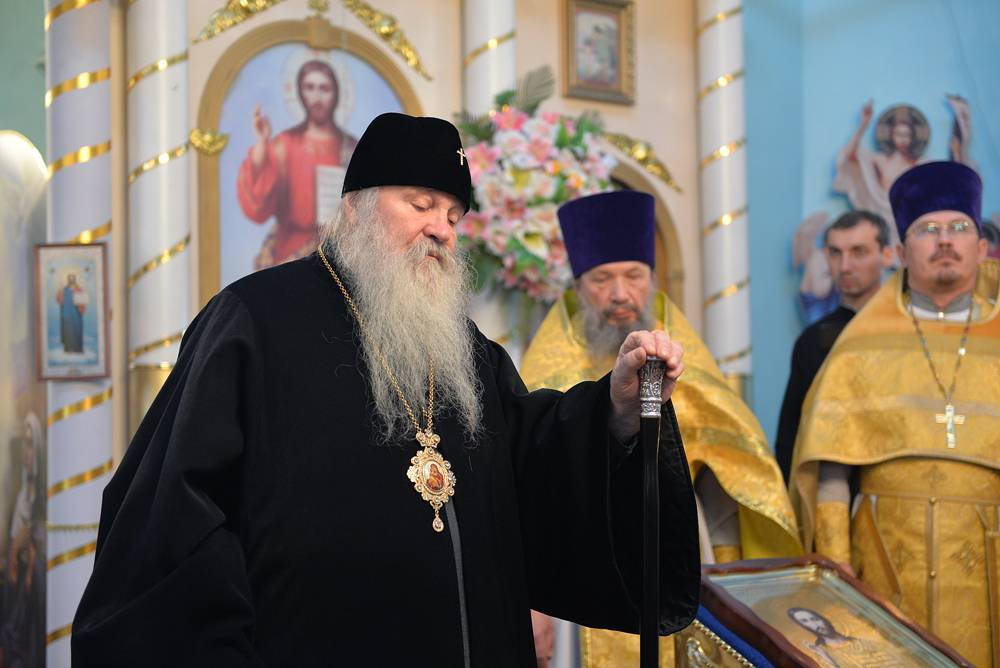
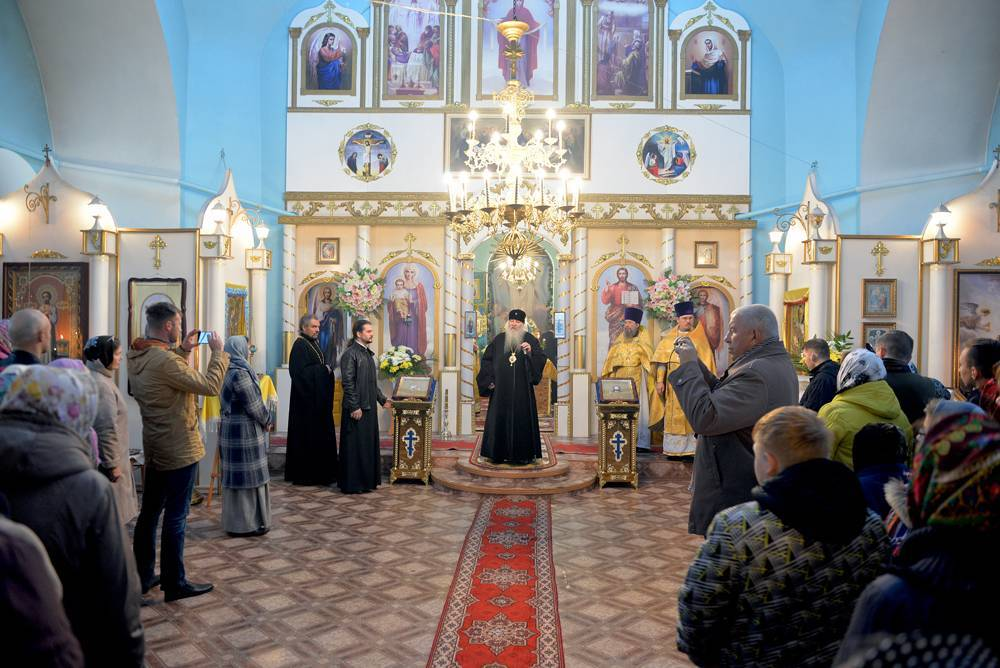
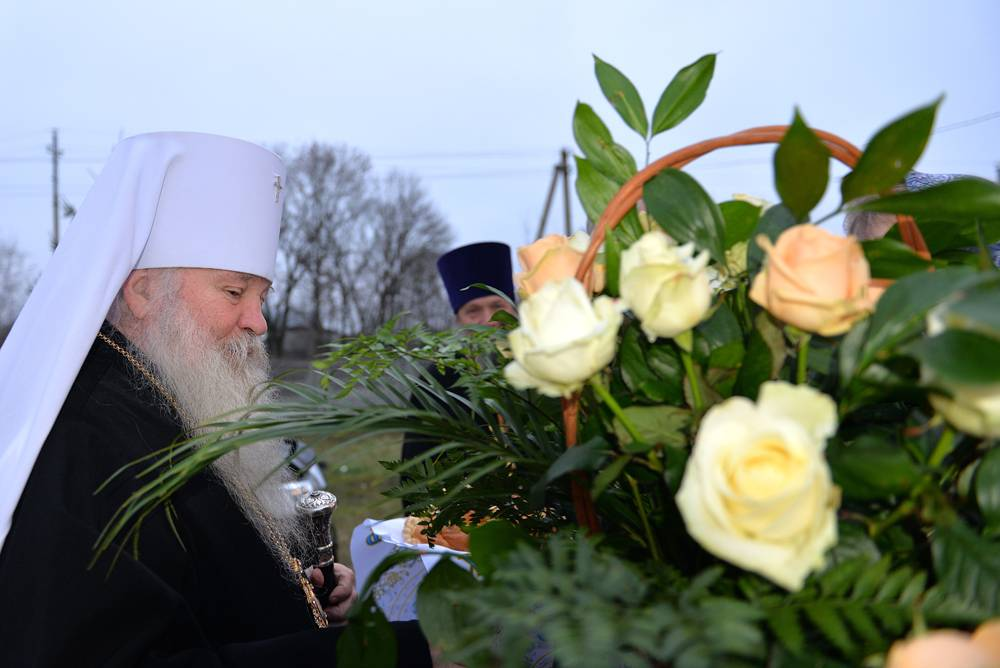
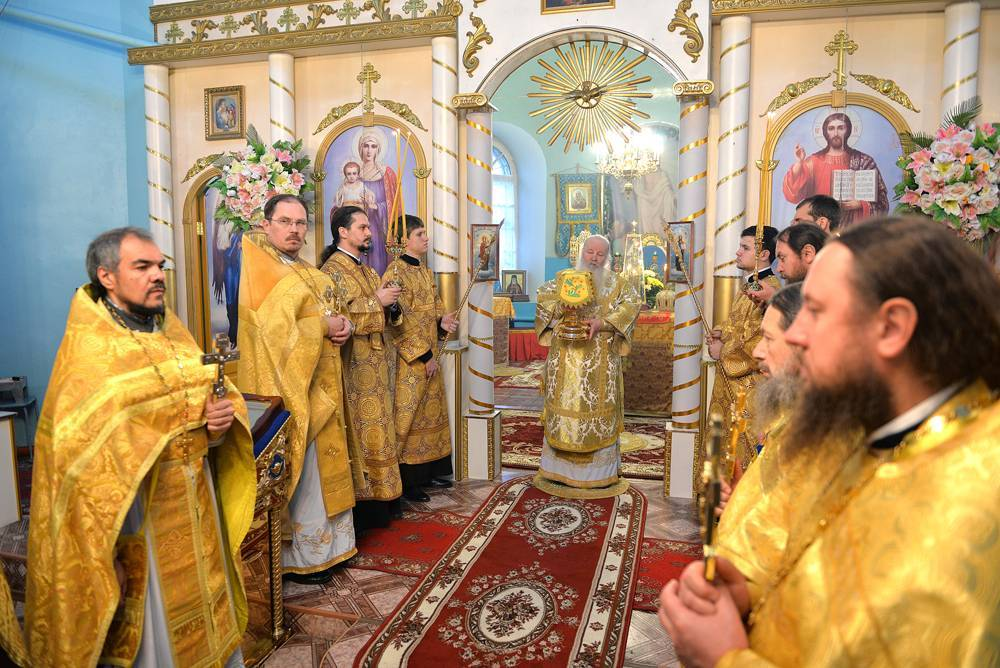
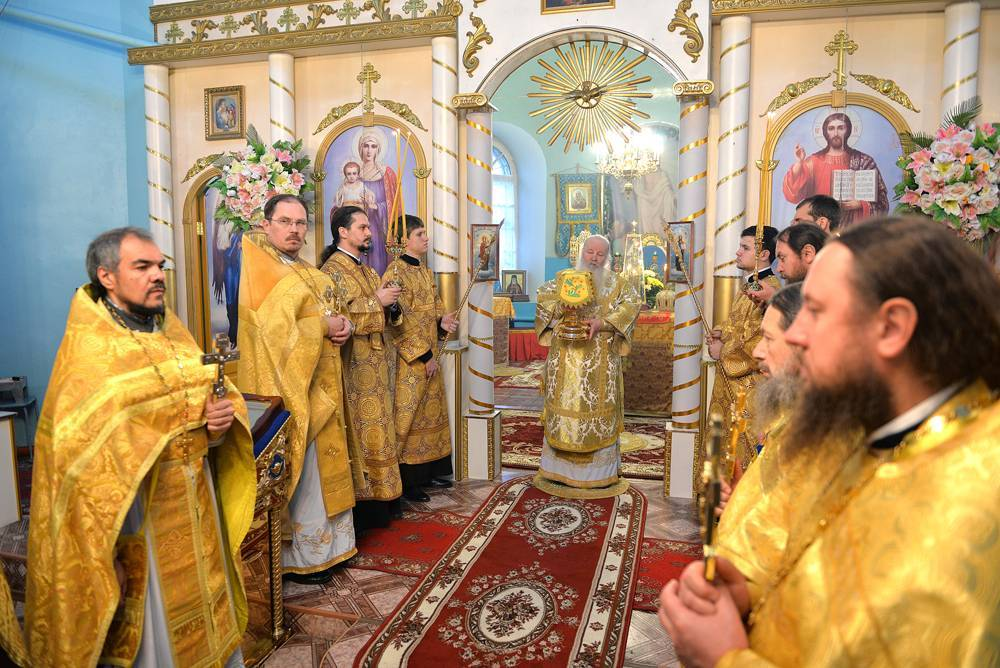
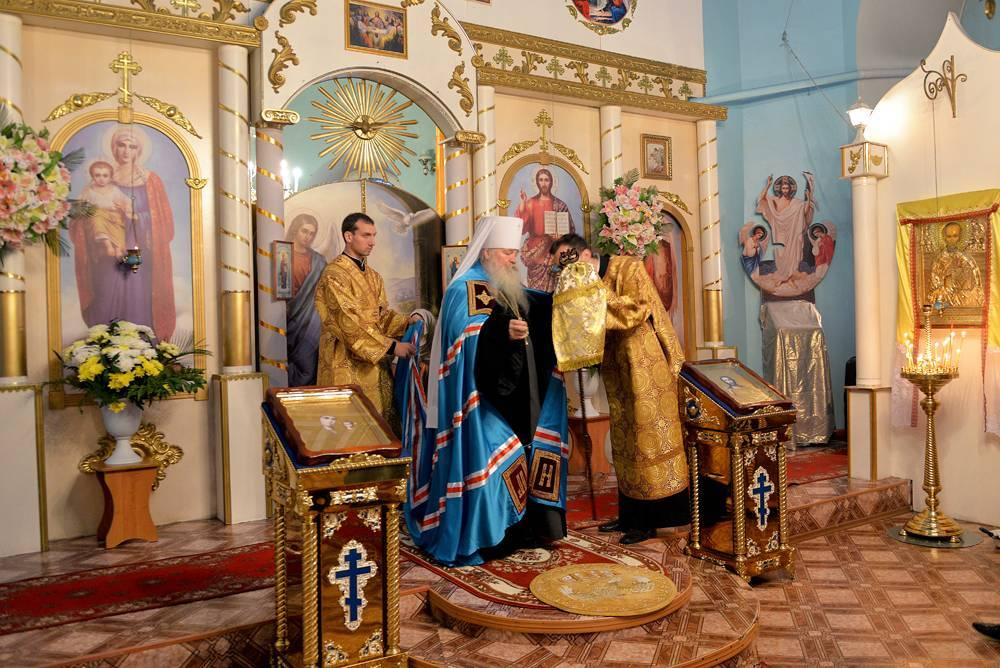
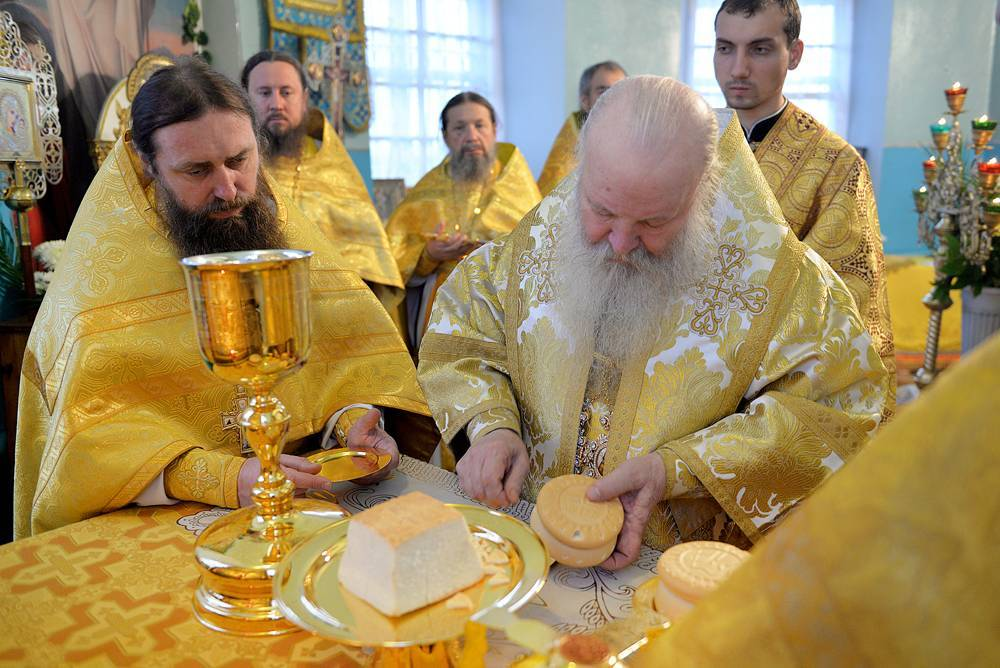
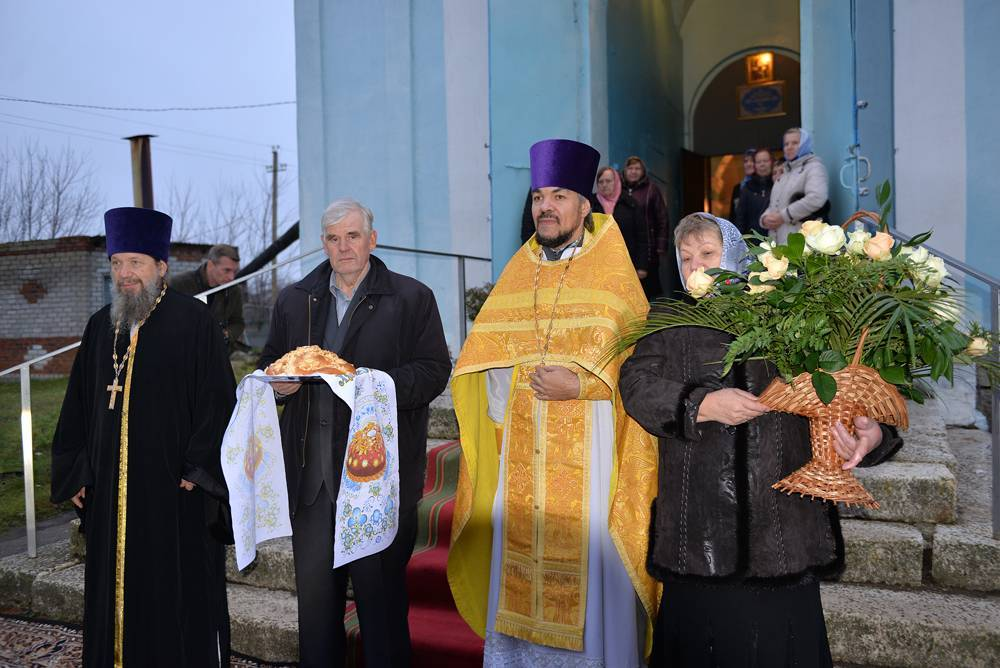
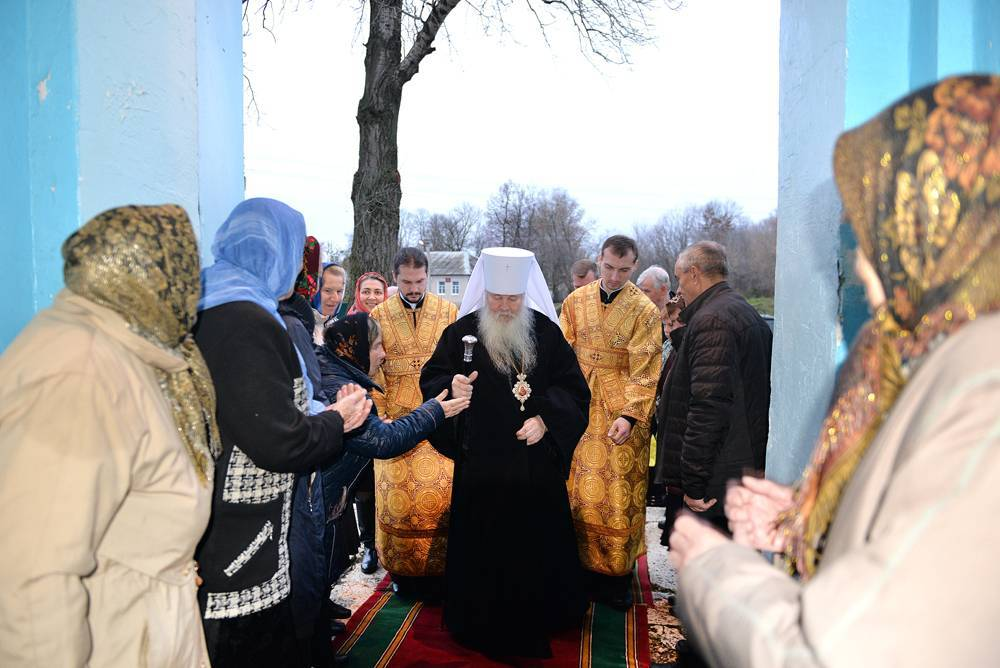
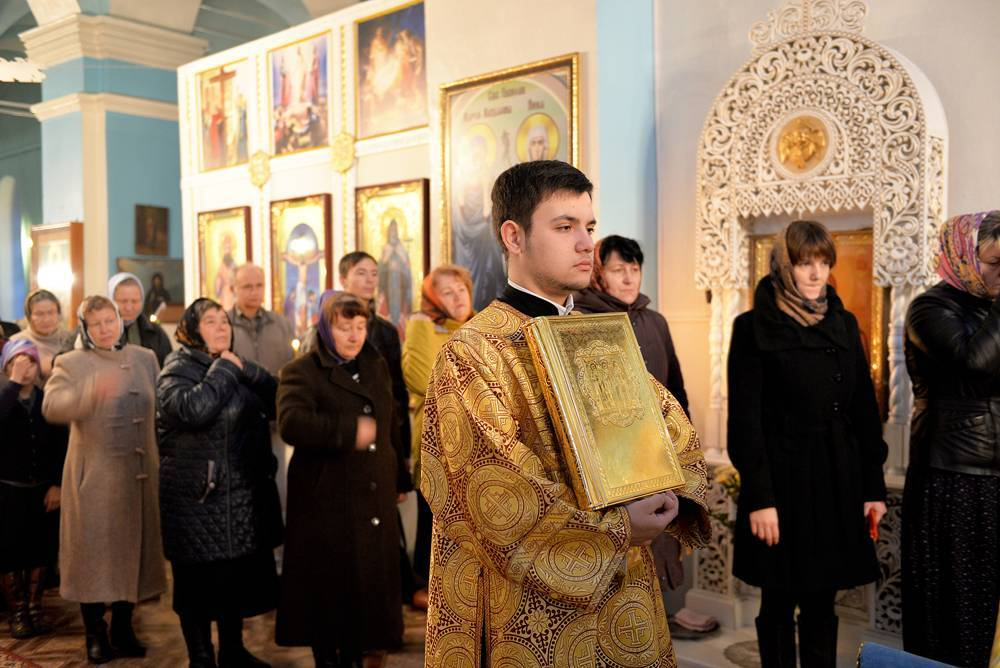
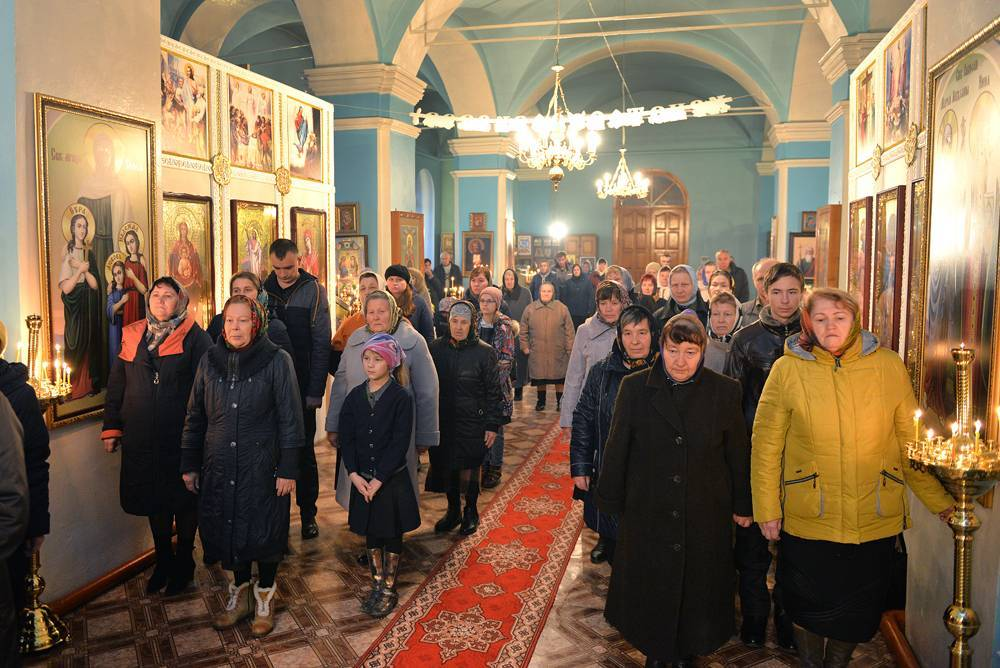
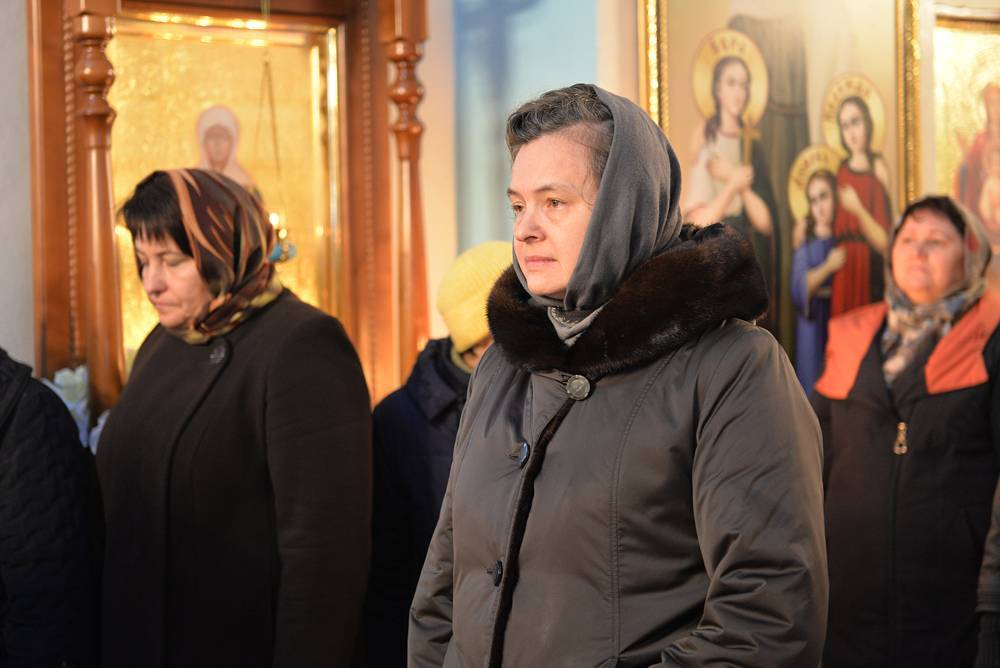
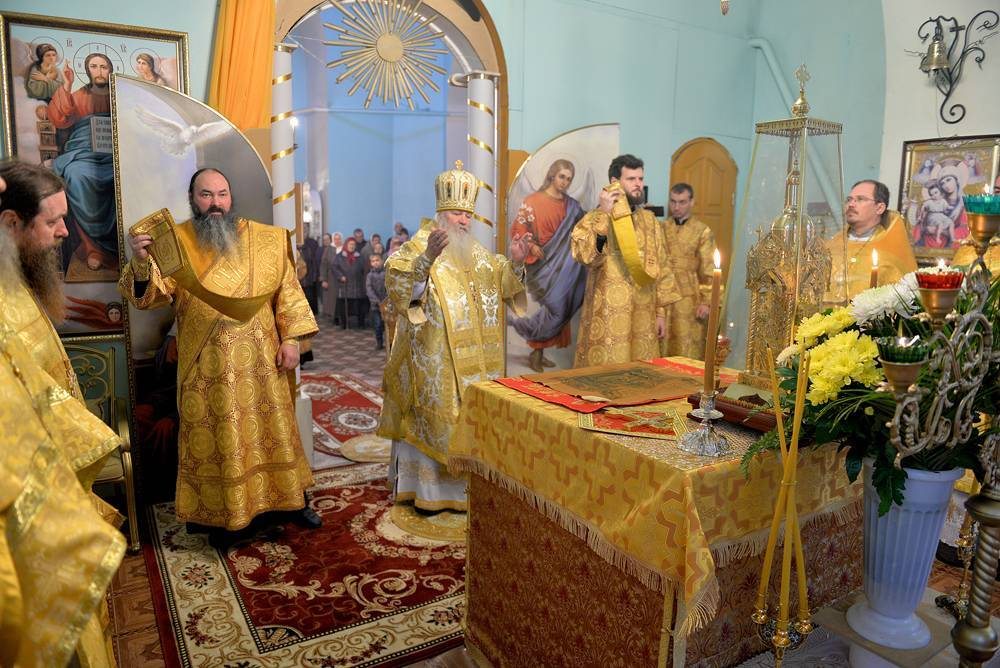
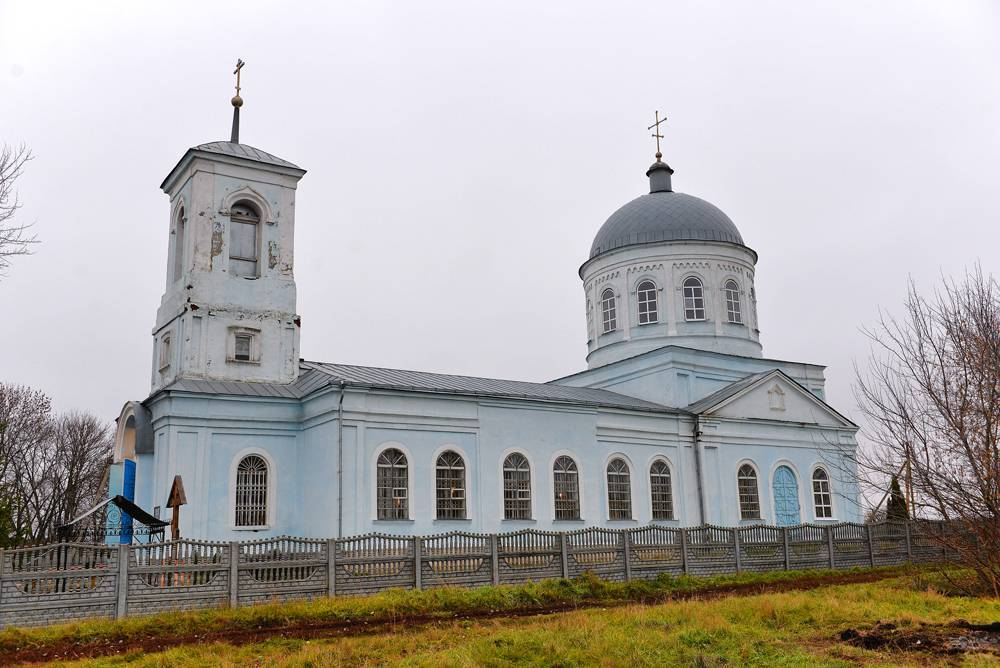
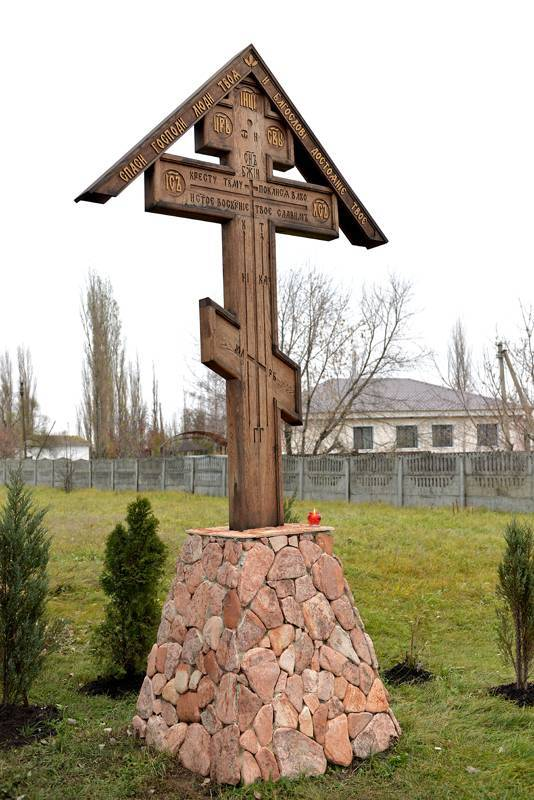
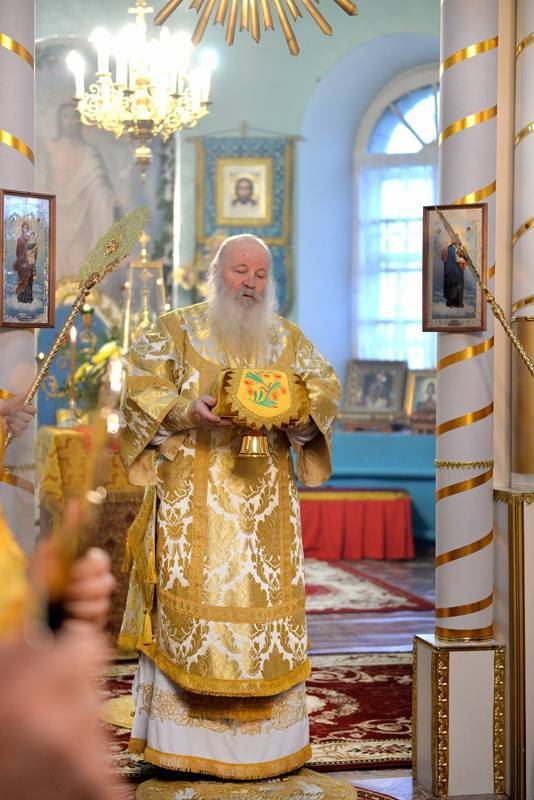
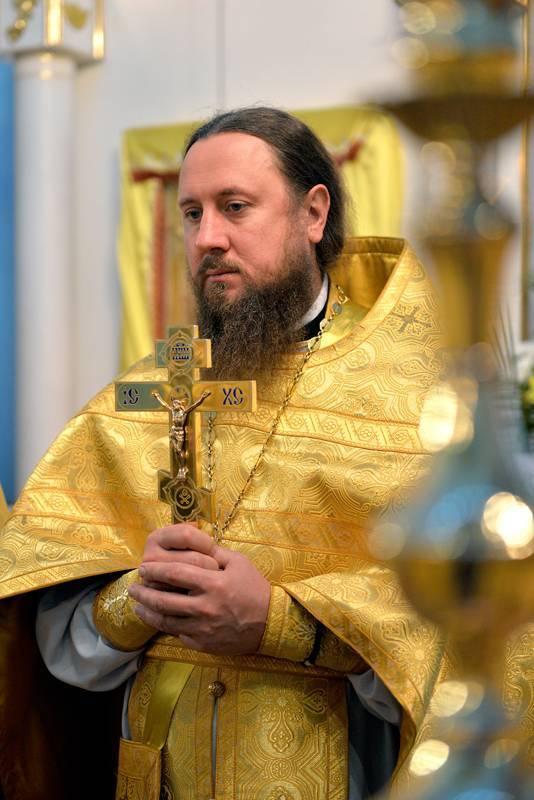
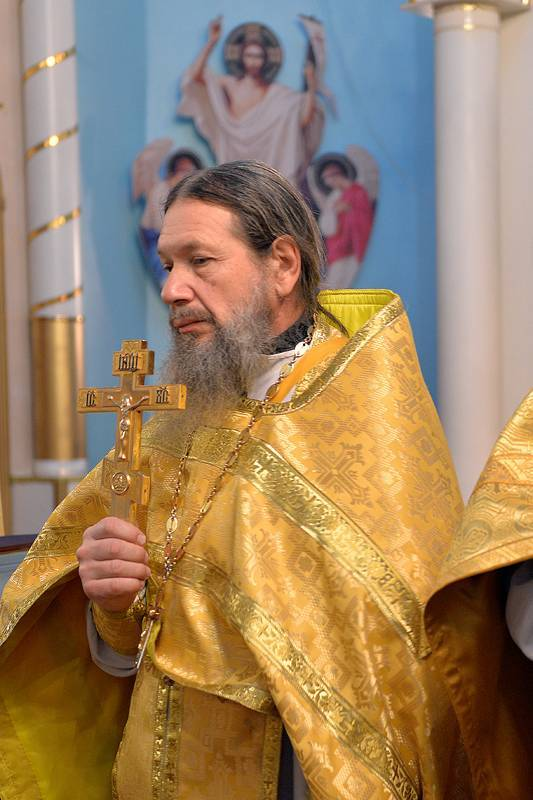
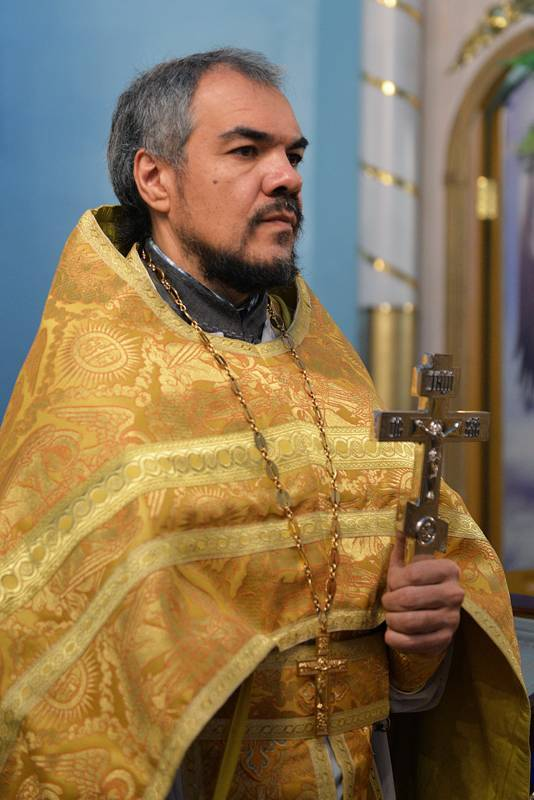
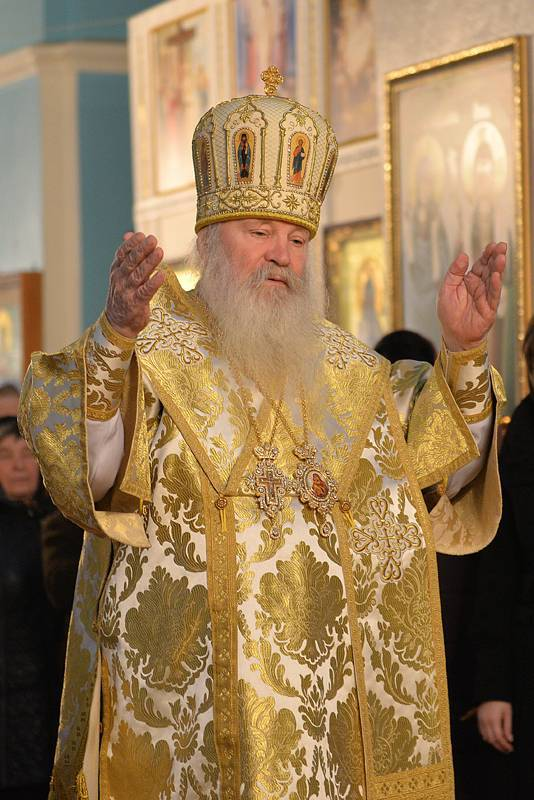
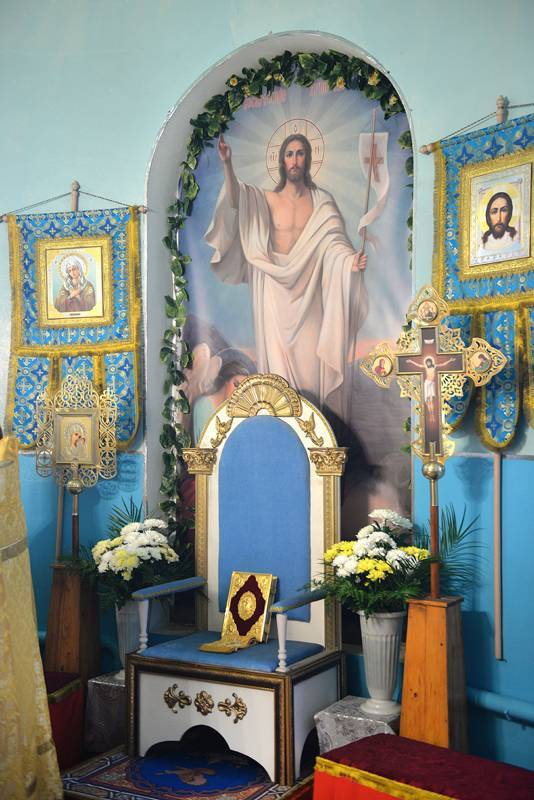
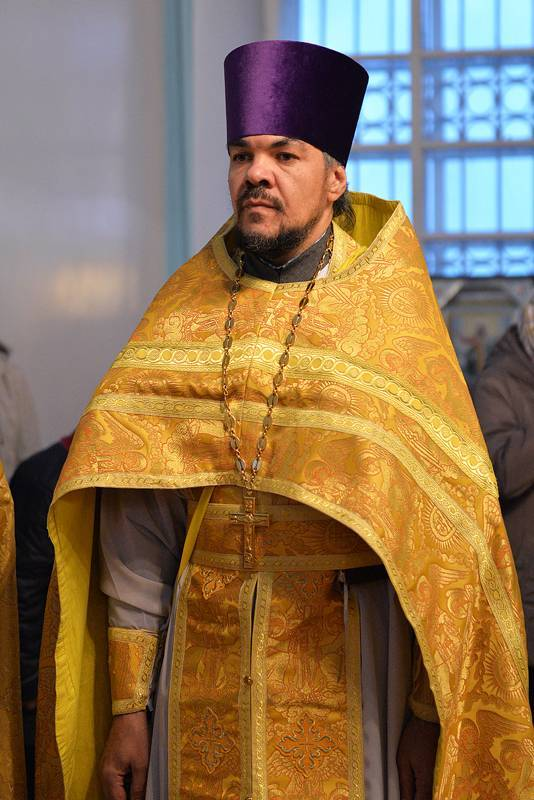
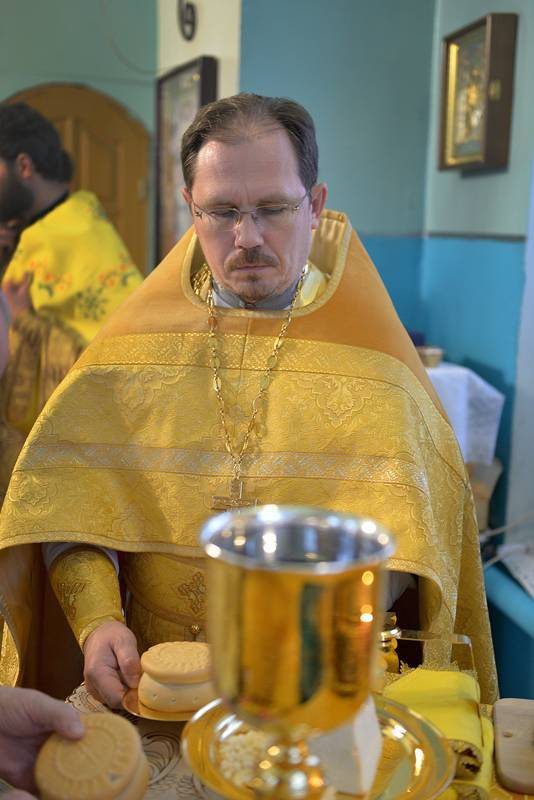
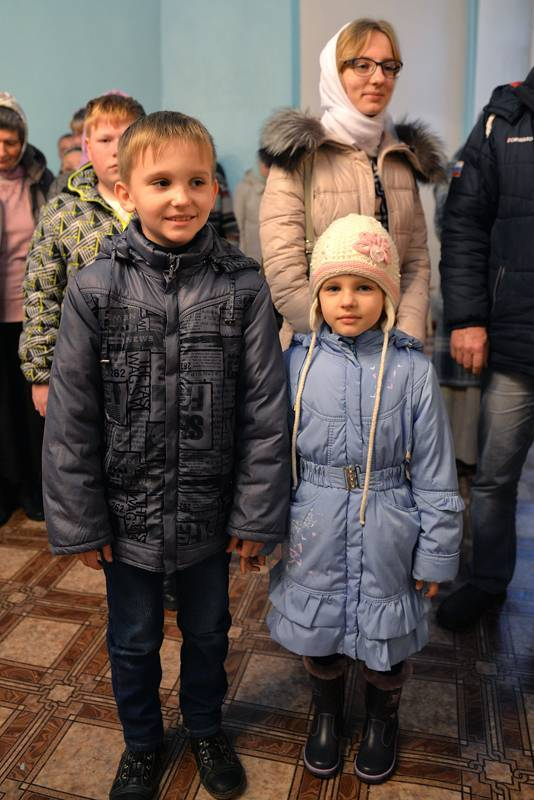
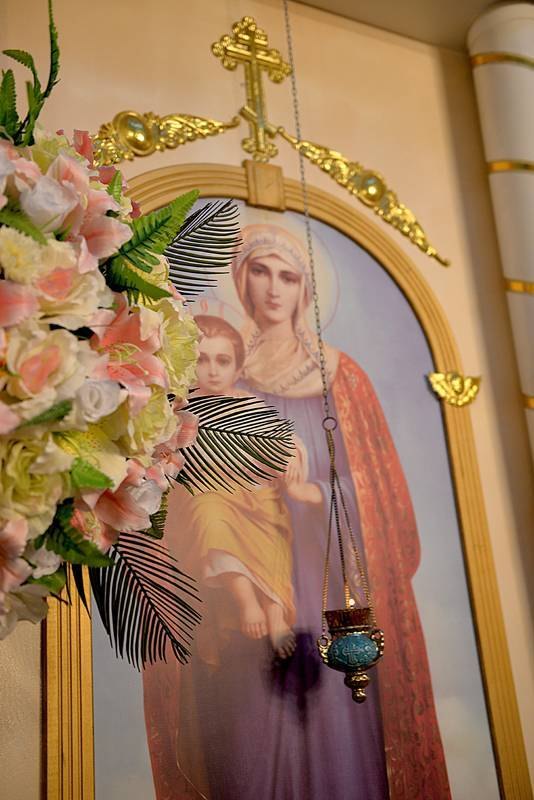
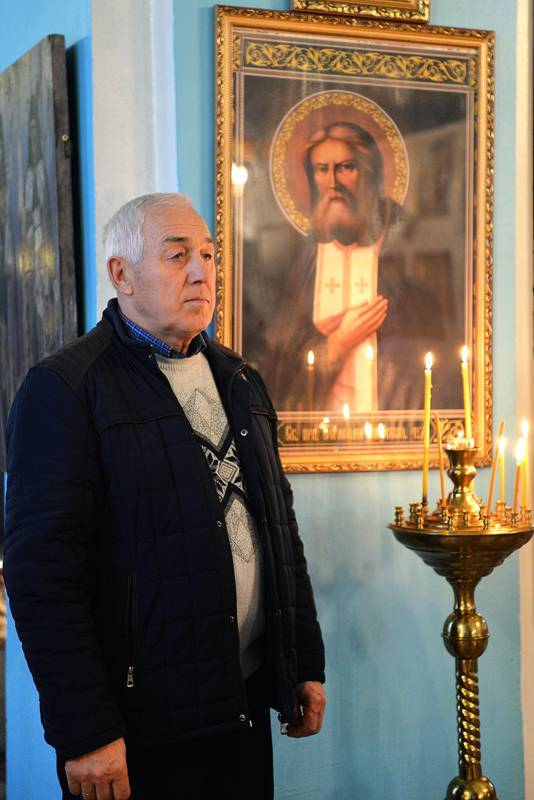
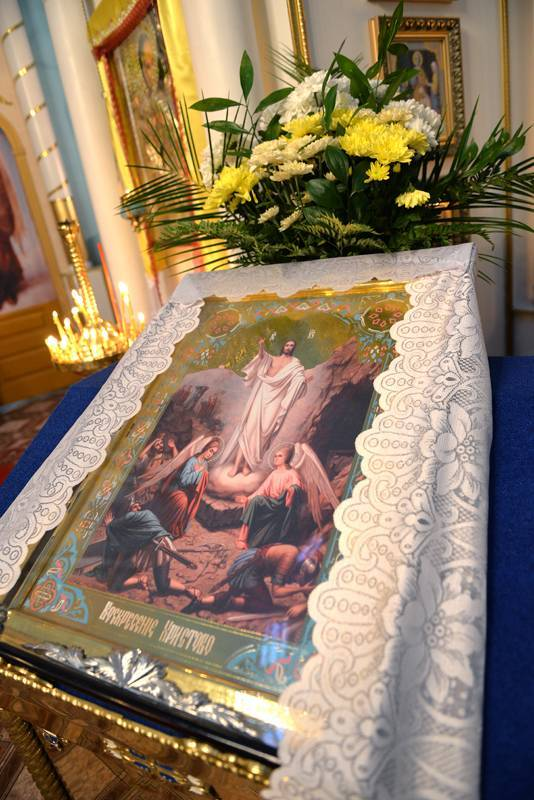
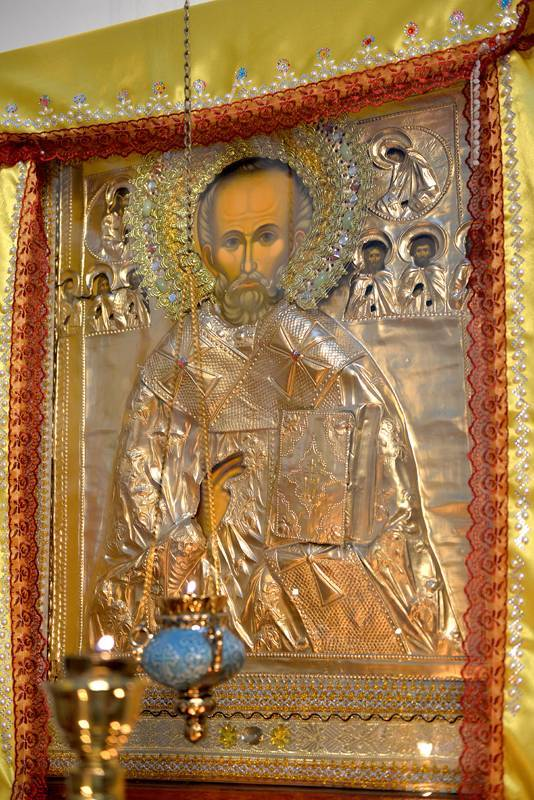
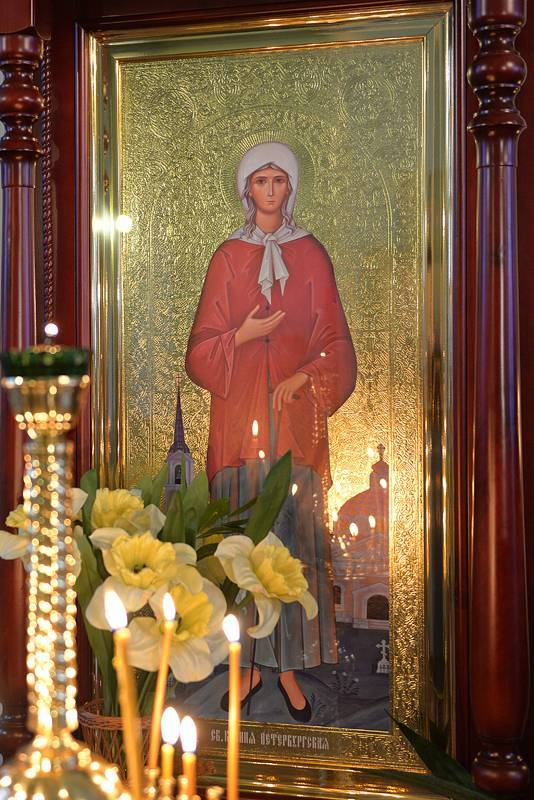
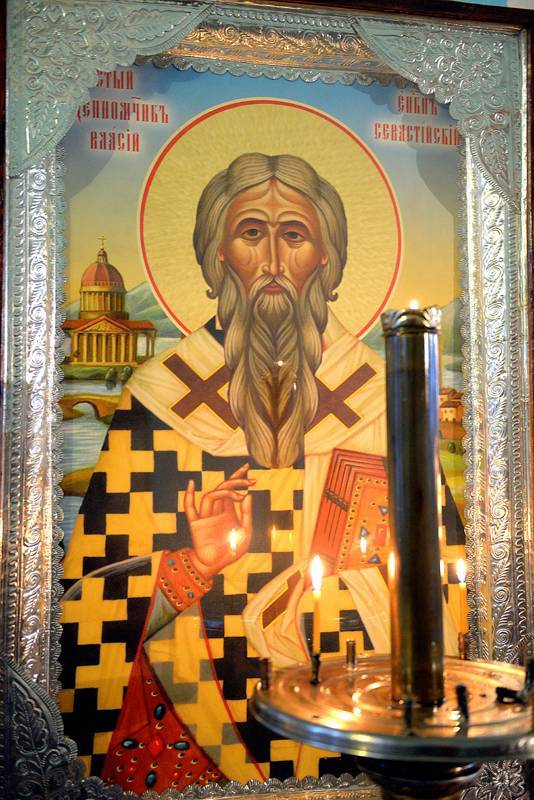

10 апреля 2018 года, во вторник Светлой седмицы, в Введенском храме села Елец-Лозовка Хлевенского района состоялся праздничный молебен для детей. Пасхальный молебен для самых юных прихожан стал доброй традицией на приходе, созывая вновь и вновь разделить пасхальную радость благозвучием колокольного трезвона. Дети христосуются с настоятелем прихода протоиереем Сергием Кулешовым: «Христос Воскресе!» «Воистину Воскресе!». По окончании молебна прошла духовная беседа и воспитанники получили пасхальные дары: куличи и крашеные яйца. Желающие прихожане также могли ознакомиться с организованной на приходе выставкой детского творчества, посвященной Светлому Христову Воскресению.

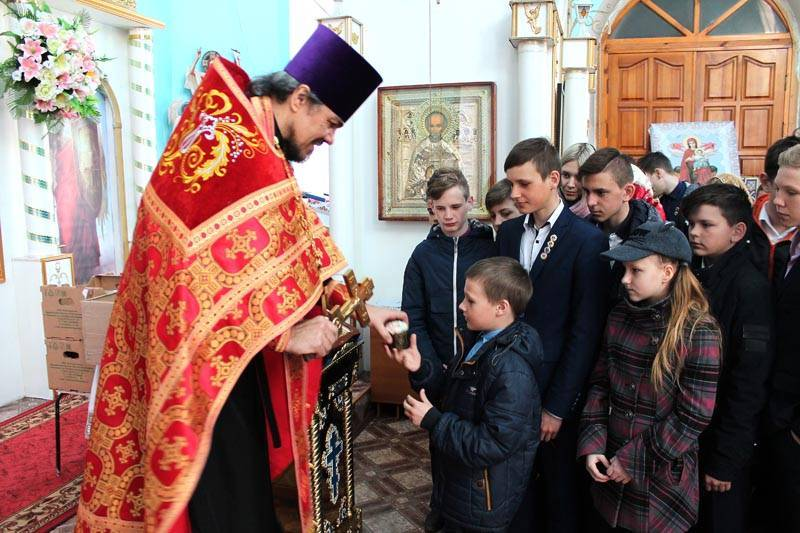
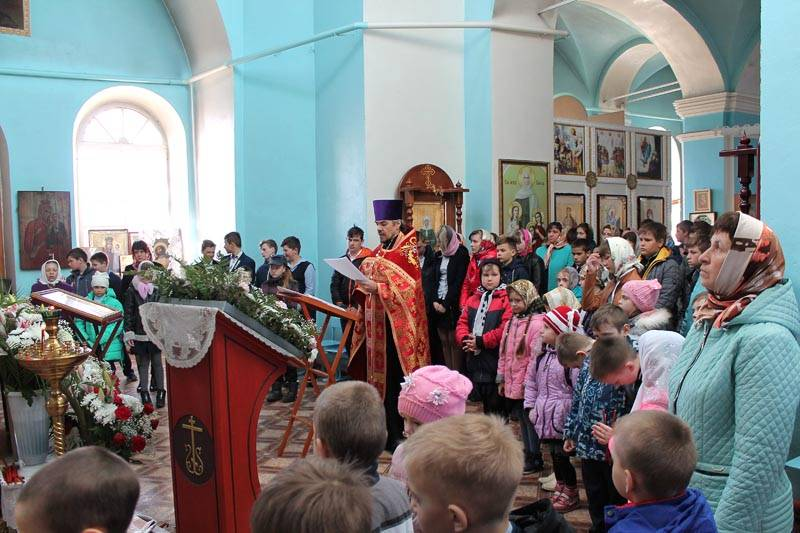
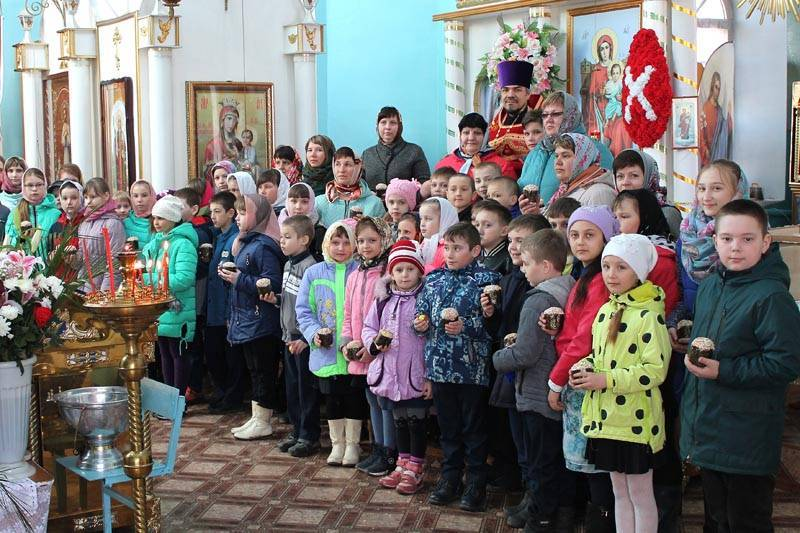
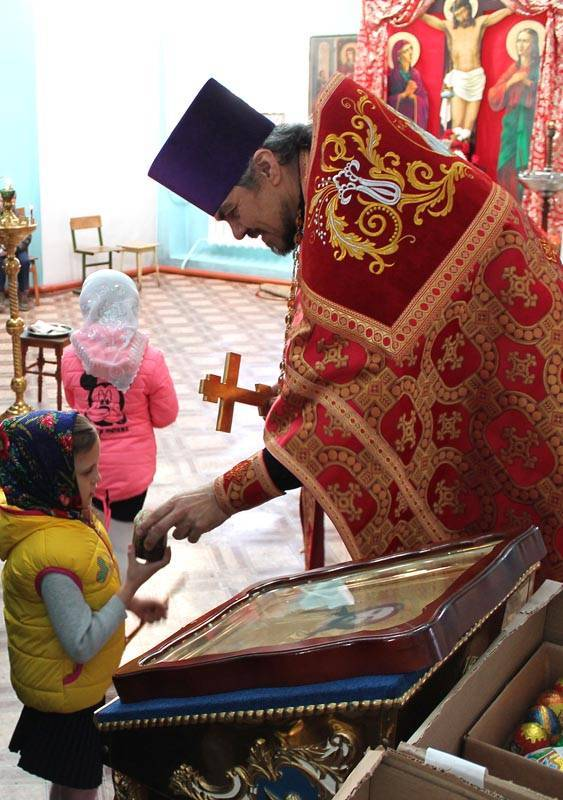
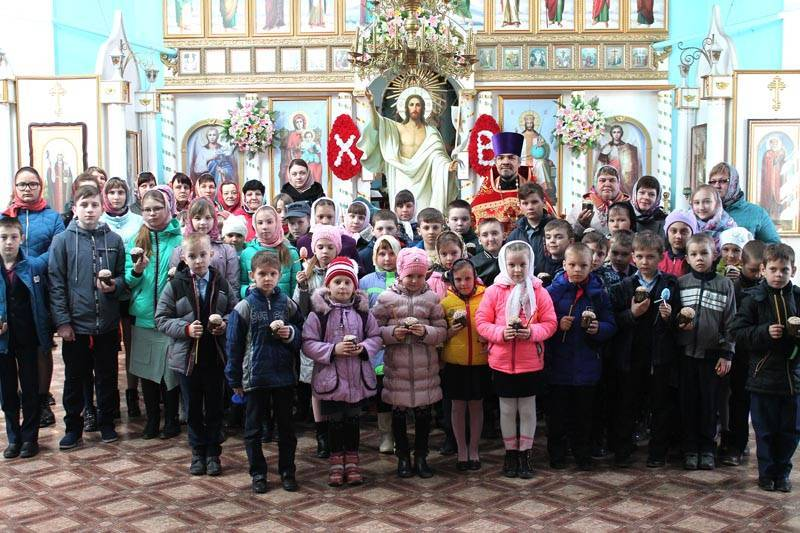
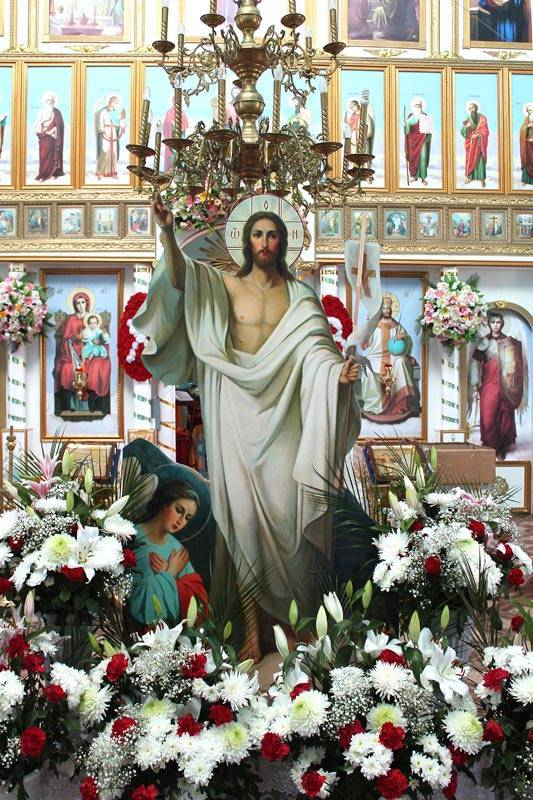
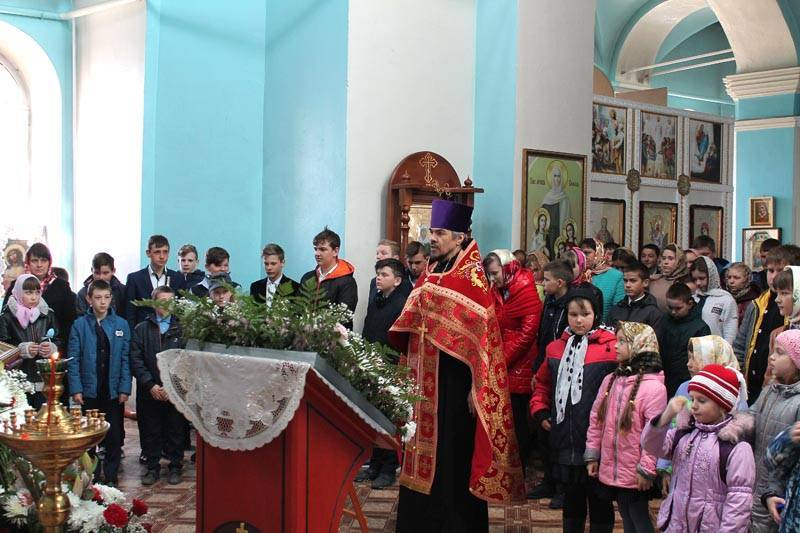
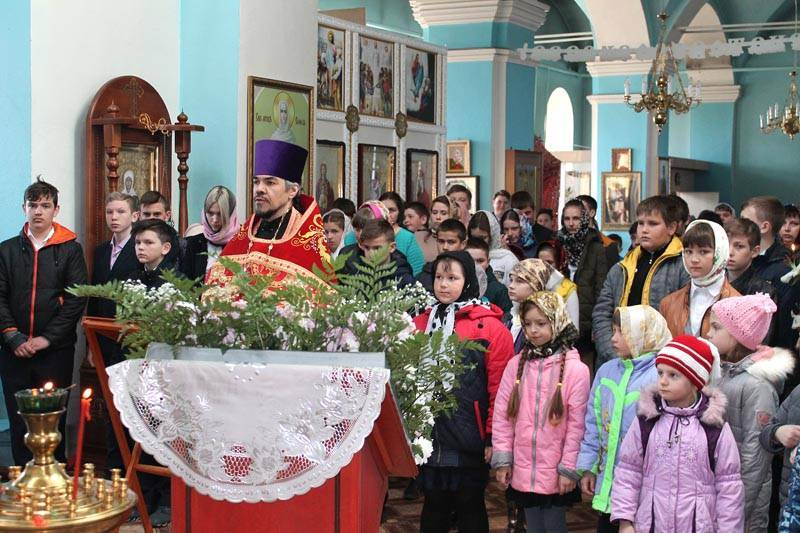

На Страстной неделе в 2023 г. в храме начали мироточить сразу несколько икон.
В Страстную неделю перед Воскресением Христовым Господь Божественную благодать.

Сначала замироточил крест распятия Христова, затем, волшебно нарушив законы физики, «заплакал» и образ Николая Чудотворца. На днях божественное знамение каплями миро излучил образ преподобного Виталия. 
– Мы постоянно молимся о здравии, спасении и благословении наших воинов, находящихся на поле брани и защищающих всех нас, нашу Родину, наших детей, жён и матерей, – говорит настоятель храма протоиерей отец Сергий.
Построенный в 1875 году Введенский храм в Елецкой Лозовке в советский период не разрушался. Храм пропитан Божественной благодатью. Многие паломники специально приезжают увидеть мироточащие иконы и помолиться. И ещё никто не ушёл не услышанным или не получившим облегчение души.

Уезжают из Елецкой Лозовки люди с Верой в спасение воинов, с Надеждой на скорый мир в Русском мире и с Любовью к ближним.

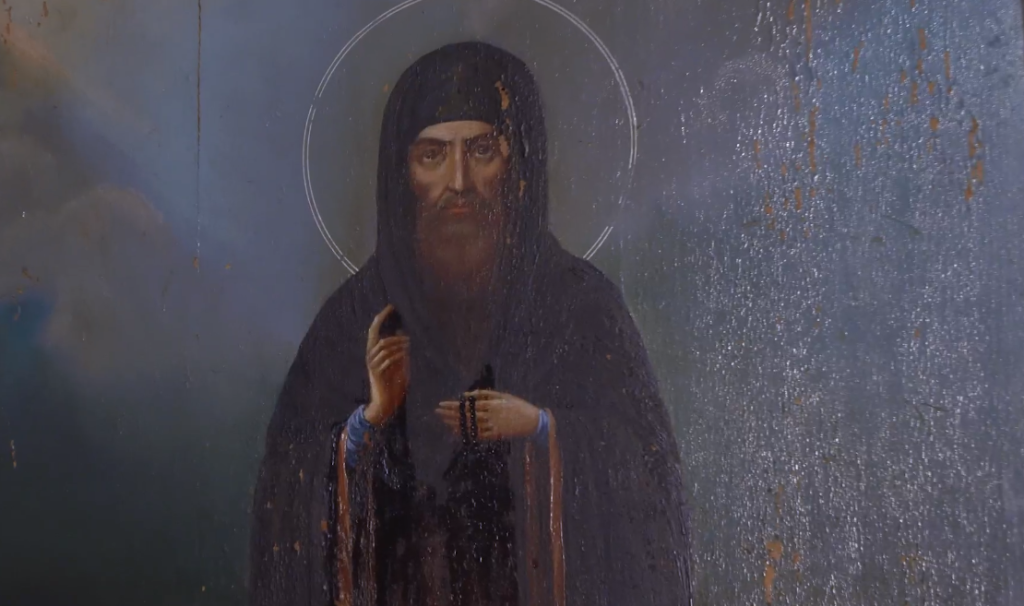
Мироточение иконы св.Виталия в храме с. Елецкая Лозовка.
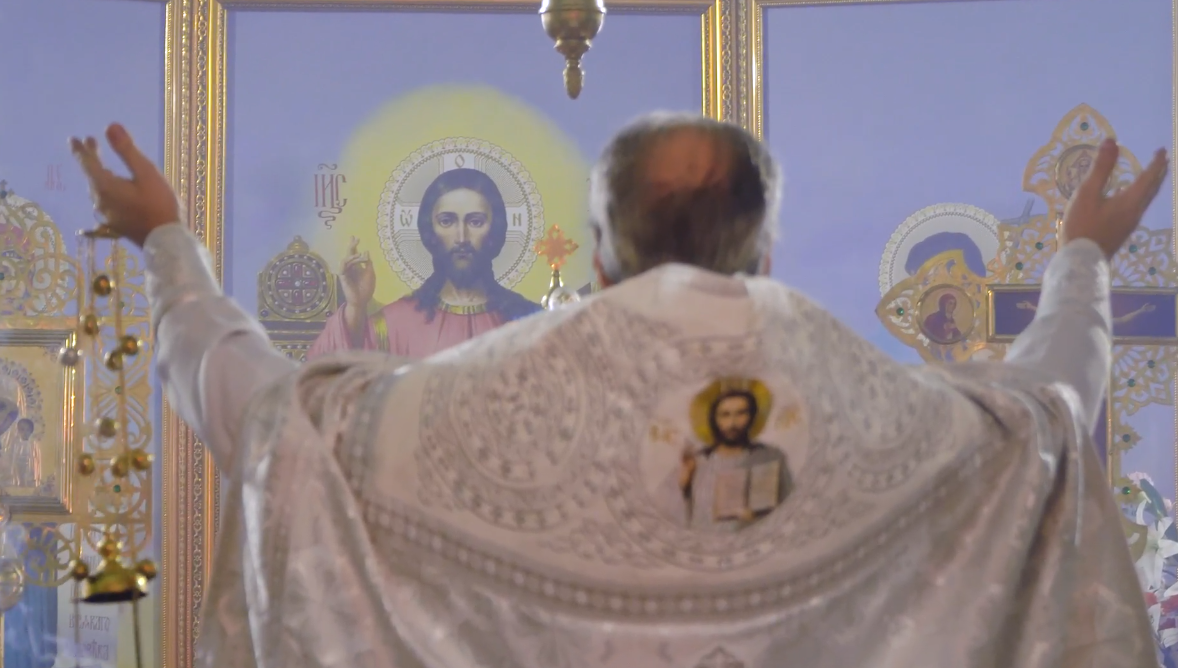
Мироточение иконы св.Виталия в храме с. Елецкая Лозовка.
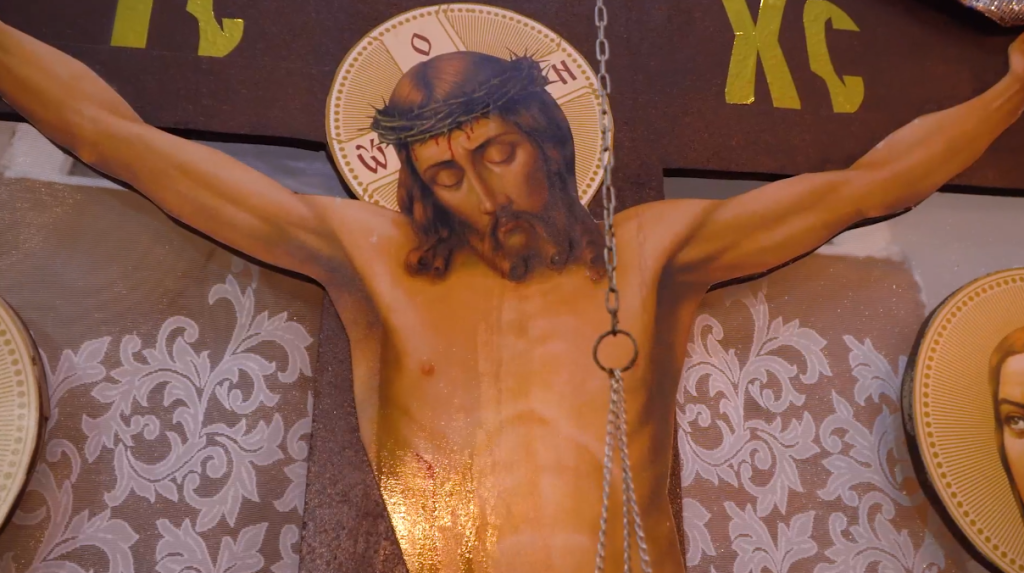
Мироточение Распятия Христова в храме с. Елецкая Лозовка.
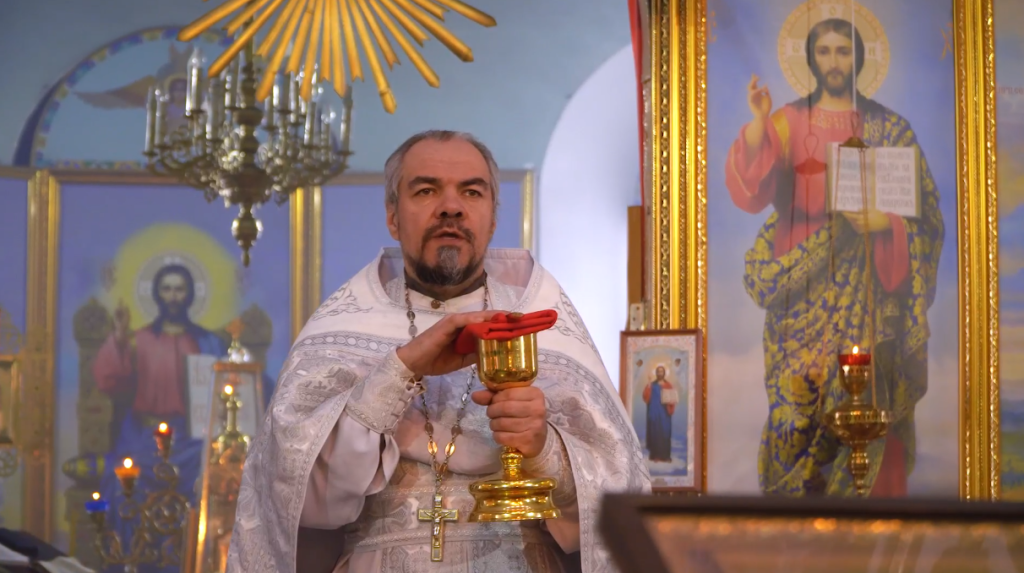
Отец Сергий (Кулешов), настоятель храма в с. Елецкая Лозовка во время Божественной литургии

Введенский храм села Елец-Лозовка. Мироточение икон